# 불국사

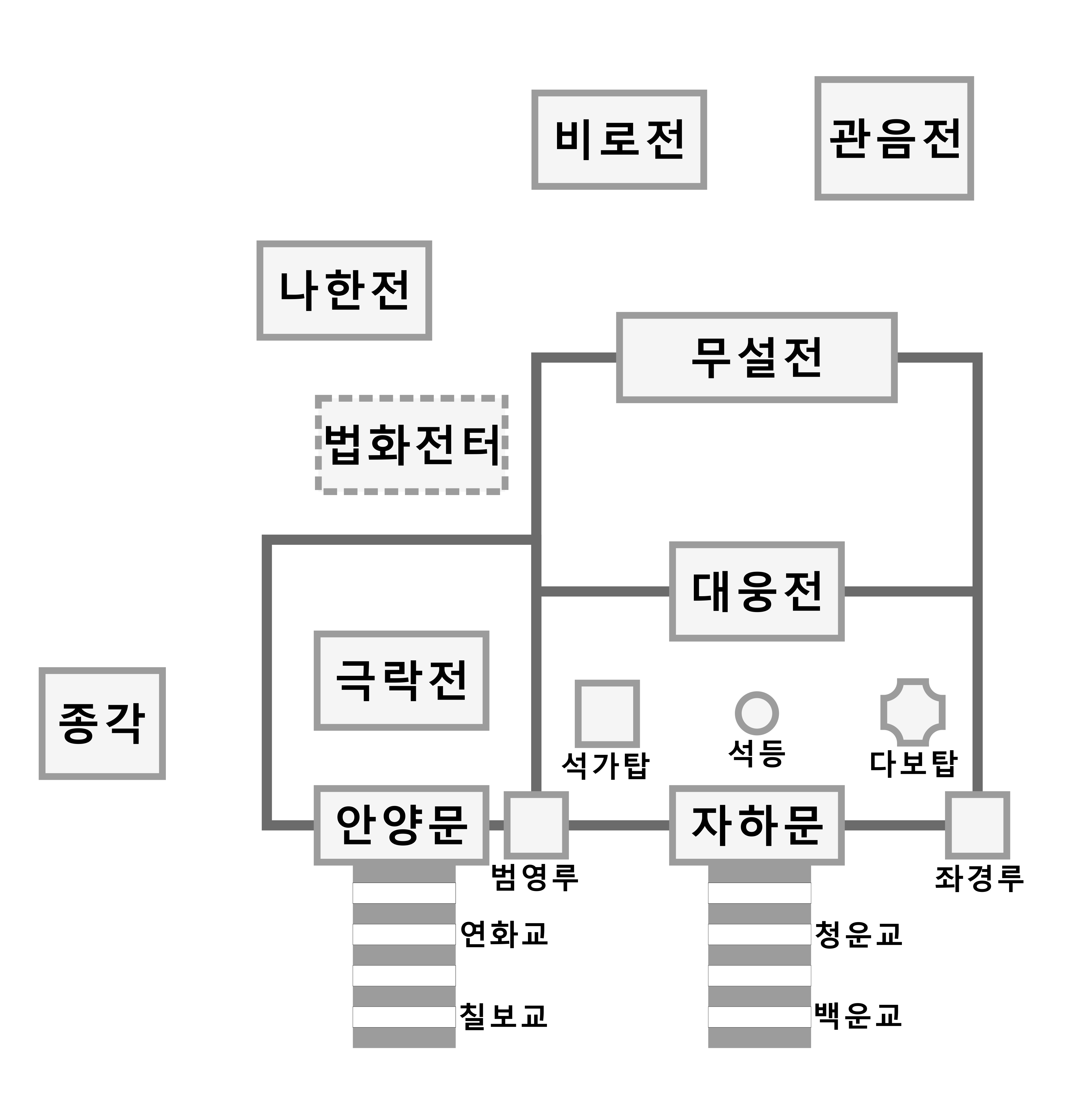
불국사 배치도

불국사(佛國寺)는 대한민국 경상북도 경주시 진현동에 있는 대한불교 조계종 소속 호국사찰이다. 1995년 유네스코 세계문화유산으로 석굴암과 함께 지정되었다.
불국사는 대한불교조계종 제11교구 본사이다. 대표적인 소속 말사는 분황사, 기림사, 골굴사, 불영사 등이 있고, 대표적인 암자로는 석굴암 등이 있다.
2023년 5월 4일부터 무료 입장이 가능해졌다. 따라서 주차비만 받는다.

## 개요
신라인들은 경주 토함산을 호국의 산으로 신성시 했기에, 안개를 토하듯 뱉어내는 토함산에 최고의 사찰을 짓고 싶어 했다. 그 결과물이 바로 불국사와 석굴암이다.
흔히 재상 김대성이 창건하였다고 알려져 있지만, 사실은 신라 법흥왕의 어머니인 영제부인이 528년에 창건하였고, 삼국통일 후에 재상 김대성이 크게 중창하여 오늘날의 모습을 갖추었다.
지금은 토함산을 둘러서 석굴암으로 바로 가는 도로가 있지만, 아주 옛날에는 경주 시민들이 소풍을 가면 불국사 등산로로 석굴암을 갔었다.

## 역사
《불국사고금창기》를 주로 따르기로 한다.

### 삼국시대
- 528년(신라 법흥왕 15년) : 법흥왕의 어머니인 영제 부인이 창건하였다.
- 574년(신라 진흥왕 35년) : 진흥왕의 어머니인 지소부인이 중건하였다. 이때, 비로자나불과 아미타불을 주조해 봉안하였다.
- 670년(통일신라 문무왕 10년) : 무설전을 지어, 화엄경을 가르쳤다.

### 남북국시대
- 751년(통일신라 경덕왕 10년) : 당시 재상이었던 김대성에 의해 대규모로 중창하기 시작했다. 석가탑과 다보탑, 석교(경주 불국사 청운교·백운교) 등을 축조하여, 오늘날 불국사의 모습을 갖추기 시작했다. 불국사의 대규모 중창은 김대성이 현생의 부모를 위한 것이었다. 여기에 김대성은 전생의 부모를 위해 석불사를 창건하기 시작했다. 지금은 석불사가 암자인 석굴암이 되었다.
- 774년(혜공왕 10년) : 재상 김대성이 죽고, 통일신라에서 불국사의 대규모 중창을 마무리지었다.[5] 80종의 건물에, 총 2,000여칸 규모의 대사찰이 되었다.

### 조선시대
- 임진왜란 직전 : 《동경유록》, 《간재집》 등에 1,000여칸이 남아있다고 기록되어 있다.
- 1593년 5월(선조 23년) : 왜군 제2군 사령관인 가토 기요마사가 방화와 파괴를 자행했다. 불국사 대가람이 전소된다.
- 1604년(선조 37년) : 임진왜란 피해로부터 복구와 중건을 시작하였다.
- 1765년(영조 41년) : 대웅전이 재건되었다.
- 1779년(정조 3년) : 경주 유림의 지원으로 불국사를 중창하였다.
- 1805년(순조 5년) : 이전부터 이루어진 40여 차례의 부분적인 중수(重修)를 비로전을 끝으로 마무리지었다.
- 이후 조선의 국운이 쇠퇴하면서, 불국사의 사운도 쇠퇴하기 시작했다. 많은 건물이 파손되고, 보물이 도난을 당하였다.

### 일제강점기
- 1918년 ~ 1925년 : 다보탑과 대웅전이 보수되었다. 그러나 경주 불국사 사리탑과 다보탑 석물(사자) 일부가 일본으로 반출되어 버렸다.

### 대한민국
- 1969년 ~ 1973년 : 총 8억원을 들여, 회랑과 난간 등을 복원하였다.

## 중창자 김대성에 대한 논란
재상 김대성이 불국사를 중창하고 석굴암을 창건하였다는 내용은 삼국유사의 내용을 따르고 있다. 하지만 불국사와 석굴암의 규모를 보면, 한 나라의 국력을 쏟아부어야 할 정도이다. 이걸 왕이 아닌 재상이 건축했다고 보기에는 무리가 있다.
원래 불국사는 경덕왕이 아버지 성덕왕을 기리기 위해 중창하였고, 석굴암도 마찬가지로 이유로 창건하였다고 한다. 하지만 아들 혜공왕이 시해당하면서 통일신라의 왕위는 순수한 진골 혈통과 단절되어 버렸다.
후에 왕위에 오른 원성왕은 성덕왕과 경덕왕의 사당까지 없애버린다. 자신과 혈통이 다른 왕들을 추모하는 절을 그대로 둘 수 없었기에, 창건자를 재상 김대성으로 만들어 소문을 내었다고 한다. 이것이 일연이 삼국유사를 저술하던 고려시대는 물론, 현재까지 이어져오고 있다는 설이다.

## 주요 볼거리

### 대웅전
불국사 대웅전을 마주보고 섰을 때, 가운데는 통일신라시대 석등이 있고, 좌측에는 석가탑, 우측에는 다보탑이 있다. 대웅전 내부에 주불은 석가모니불이고, 좌측에는 제화갈라보살, 우측에는 미륵보살이 있다. 가장 끝 양쪽에는 부처님의 제자인 아난존자와 마하가섭존자가 있다.

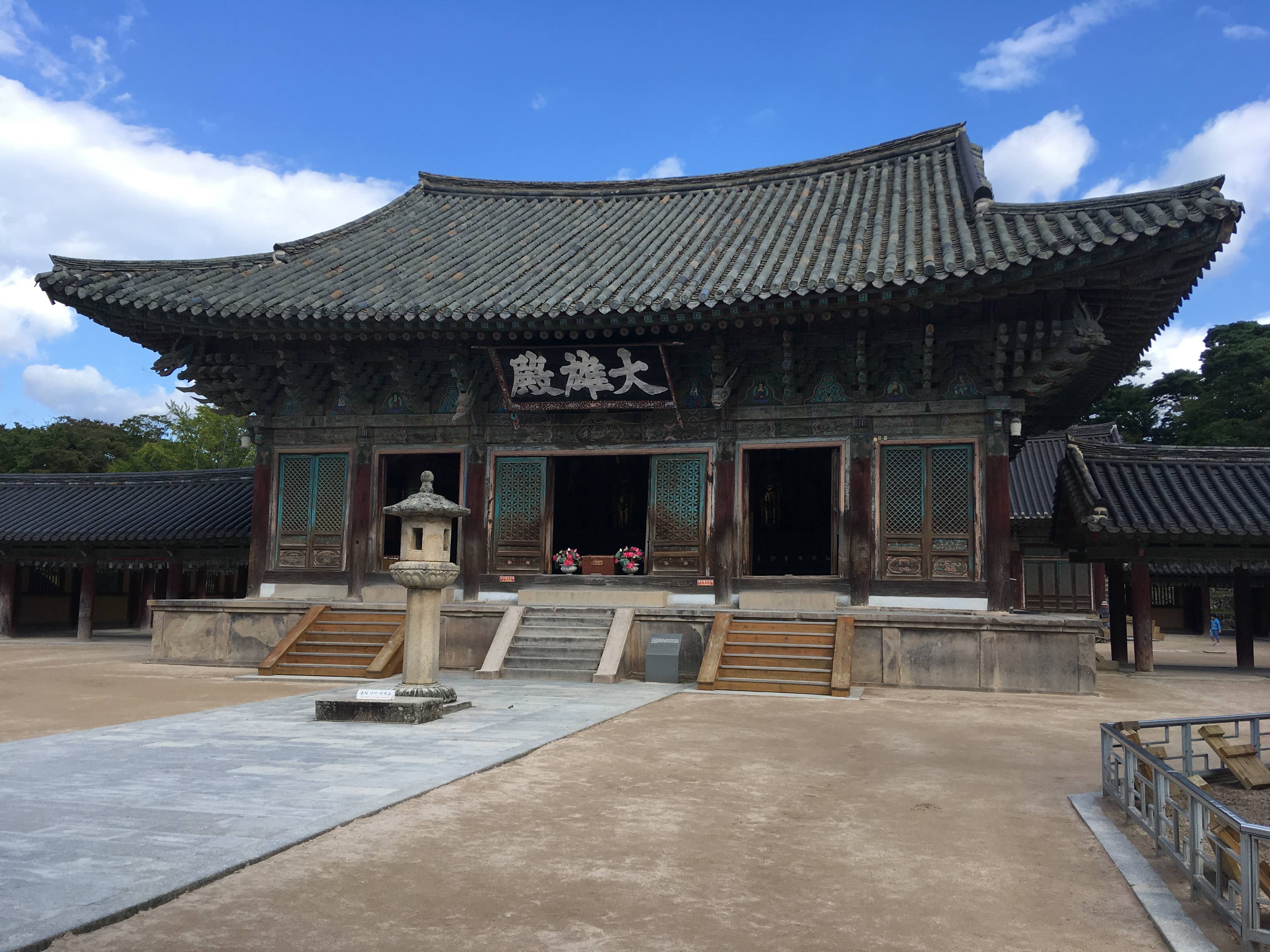
대웅전
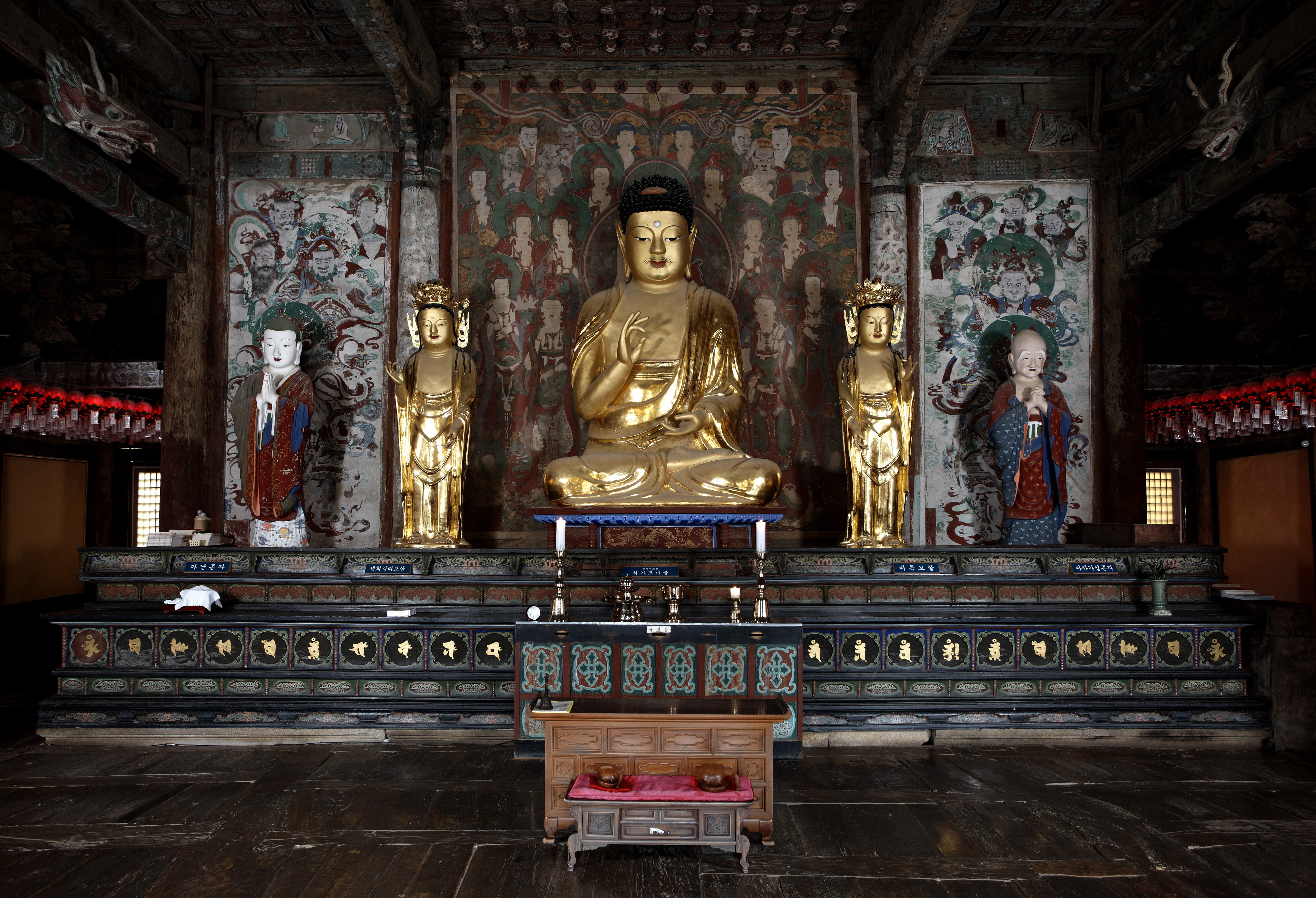
대웅전 삼존불
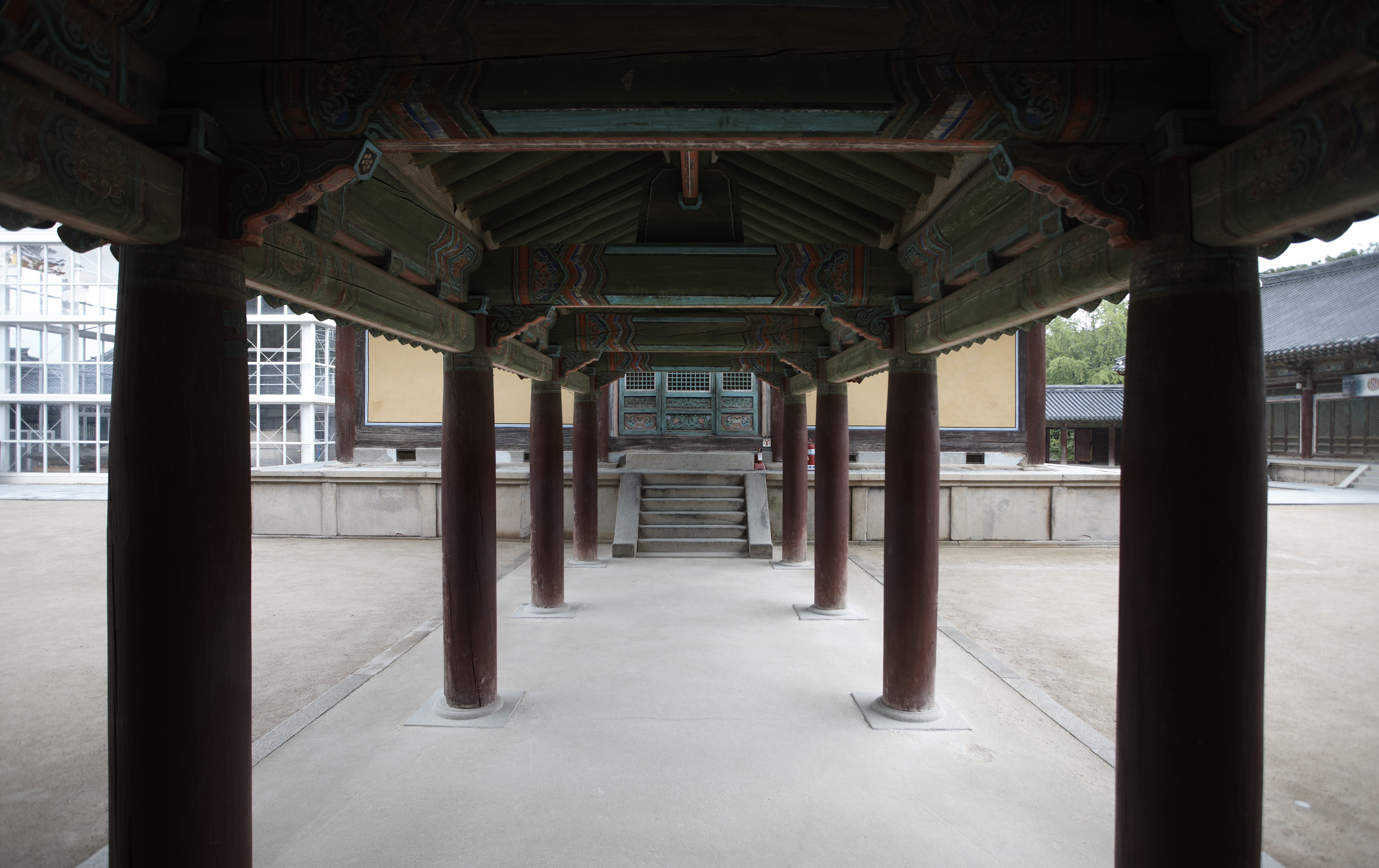
대웅전 회랑
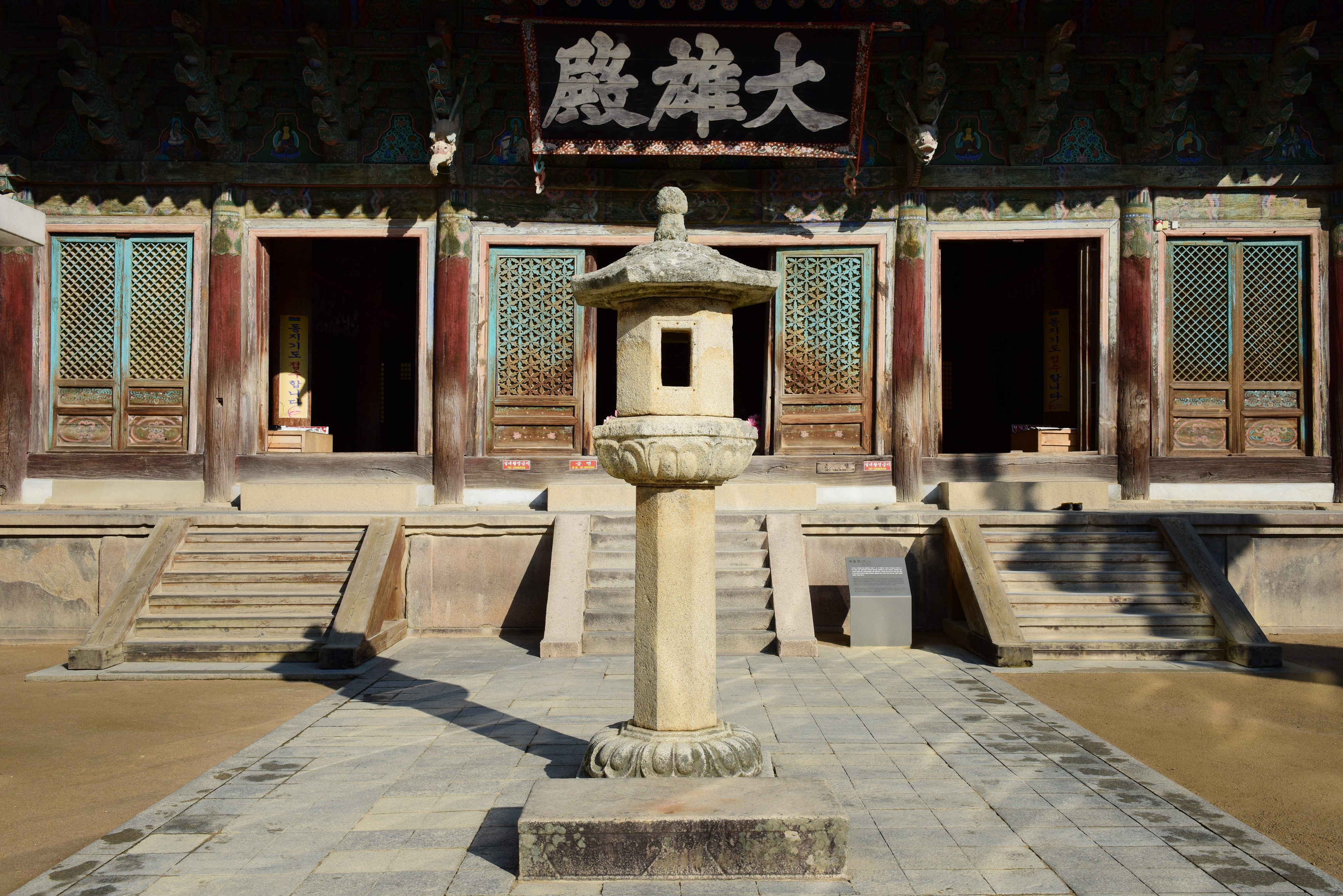
대웅전 석등

### 석가탑과 다보탑
석가탑과 다보탑은 『묘법연화경(妙法蓮華經)』(일명, 법화경)의 「견보탑품(見寶塔品)」내용을 보여주는 탑이다. 『법화경』에서 "이를 설법하는 석가모니를 찬양하기 위해 다보여래가 보탑의 형상으로 솟아나 공중에 머물며 찬양한 후, 탑내의 자리를 반으로 나누어 나란히 앉았다."는 장면을 나타낸 것이다.
또한 『법화경』의 「관세음보살보문품」에서 무진의보살이 관세음보살에게 영락을 보시하자, 관세음보살이 이를 반으로 나눈다. 그리고 반은 석가모니부처에게, 나머지 반은 다보부처님 탑에 공양을 하는 장면 또한 나타낸 것이다. 석가모니부처가 관세음보살보문품을 설하시기 전에 다보부처는 탑만 남기고 자리를 뜨셨기 때문에, 다보탑에 공양한 것이 맞다.

#### 석가탑
석가탑은 석가모니여래를 상징한다. 『불국사 사적기』에는 석가탑이 석가여래상주설법탑(釋迦如來常住說法塔)으로 적혀있다.
또한 석가탑의 또 다른 이름은 무영탑으로 그림자가 없는 탑이라는 뜻이다. 아사달과 아사녀 그리고 영지(그림자 호수)에 얽힌 전설이 반영된 별명이다.

#### 다보탑
다보탑은 다보여래를 상징한다. 『불국사 사적기』에는 다보탑이 다보여래상주증명탑(多寶如來常住證明塔)으로 적혀있다.

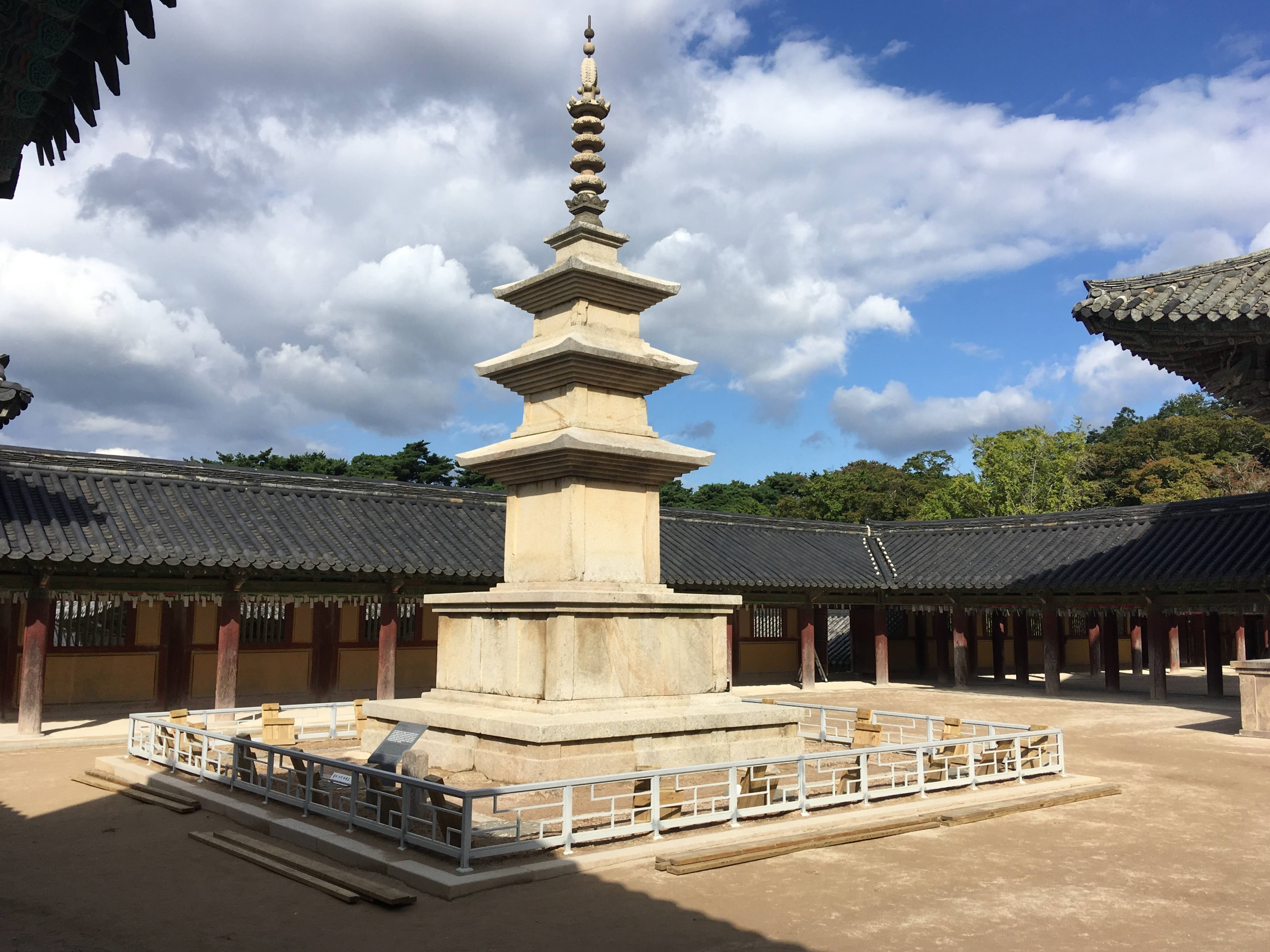
석가탑
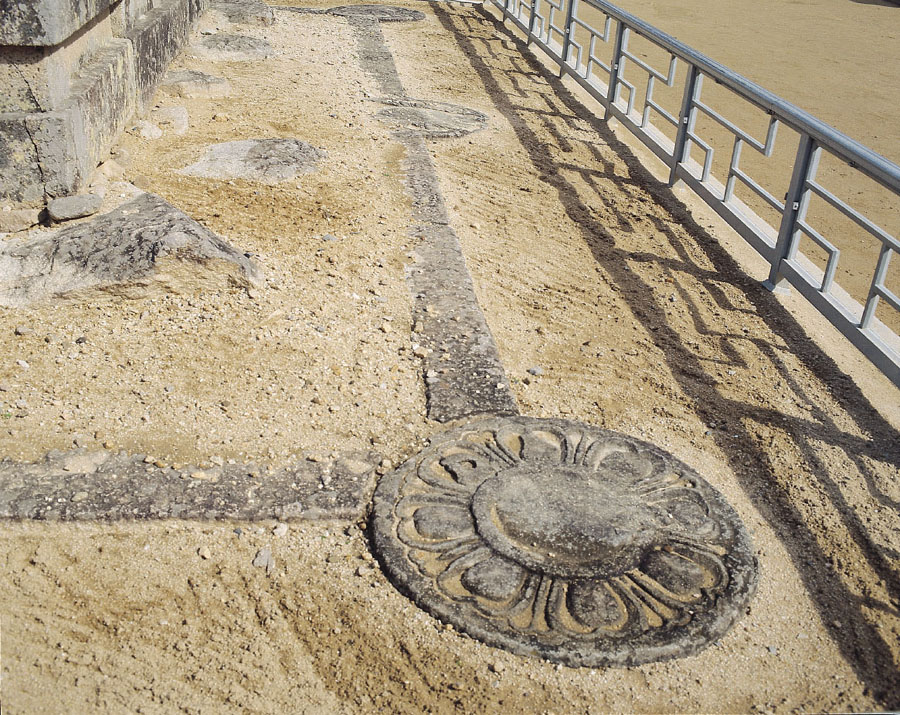
석가탑의 연화석
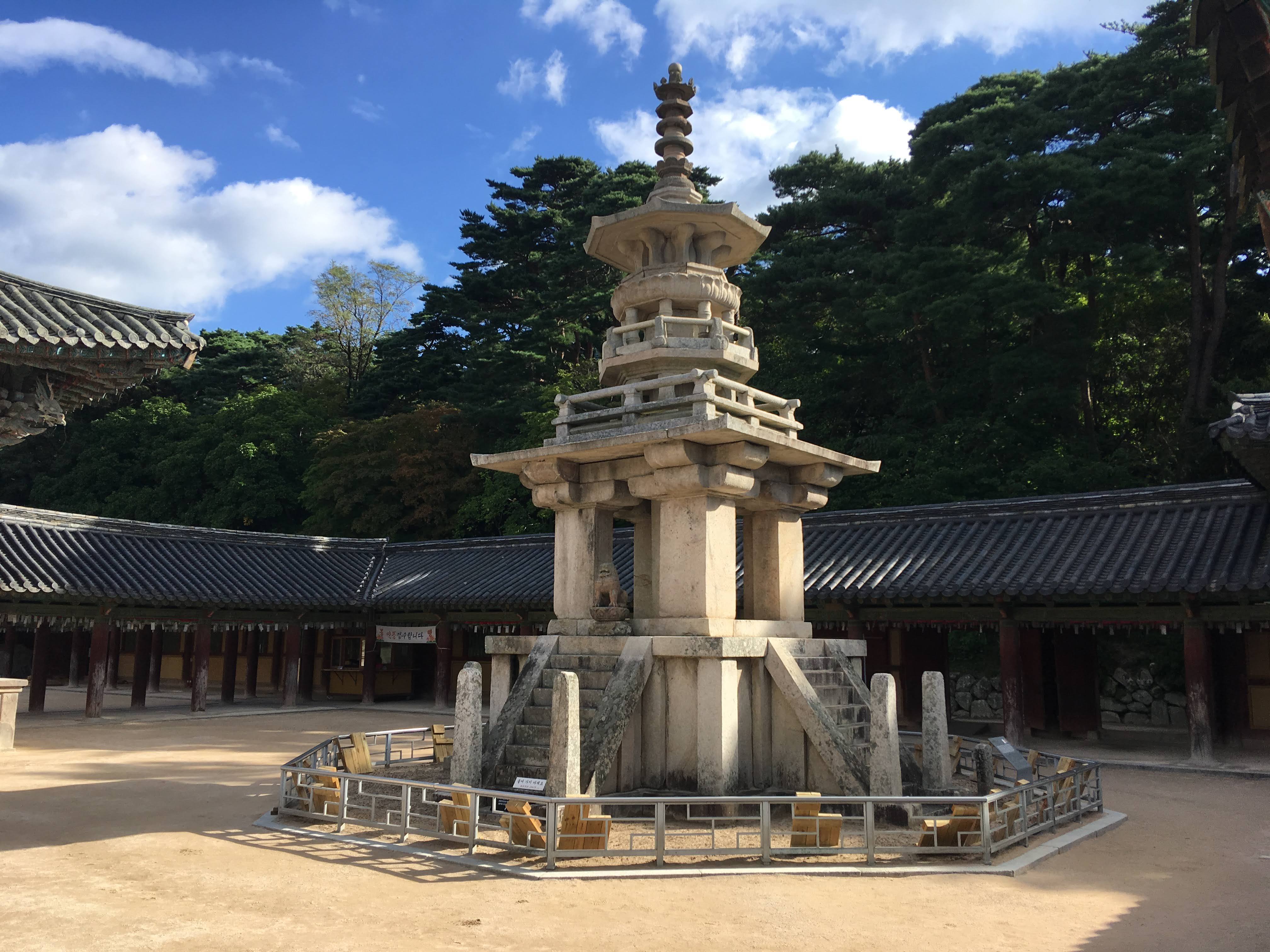
다보탑
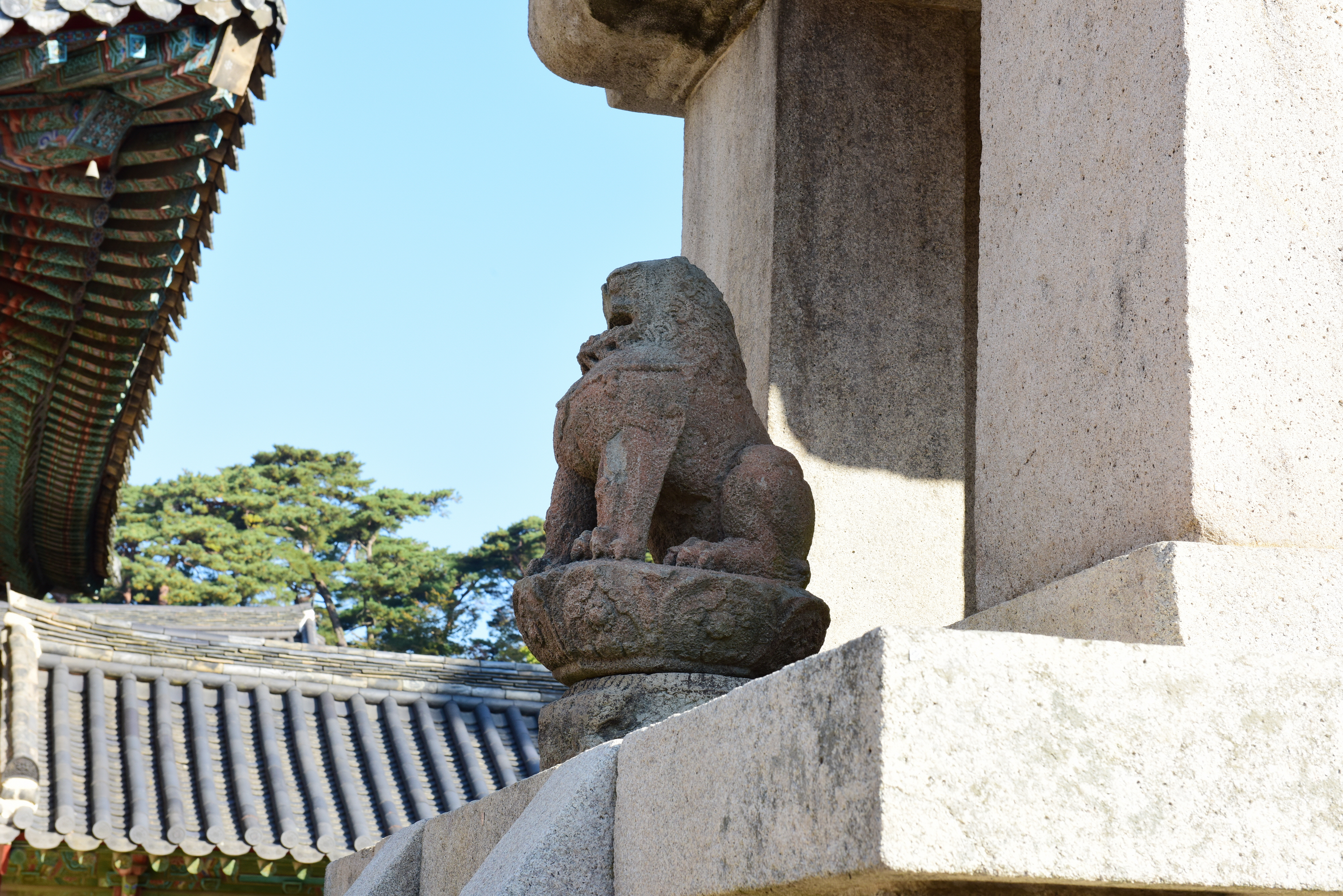
다보탑 사자상

### 연화교와 칠보교, 청운교와 백운교 그리고 범영루

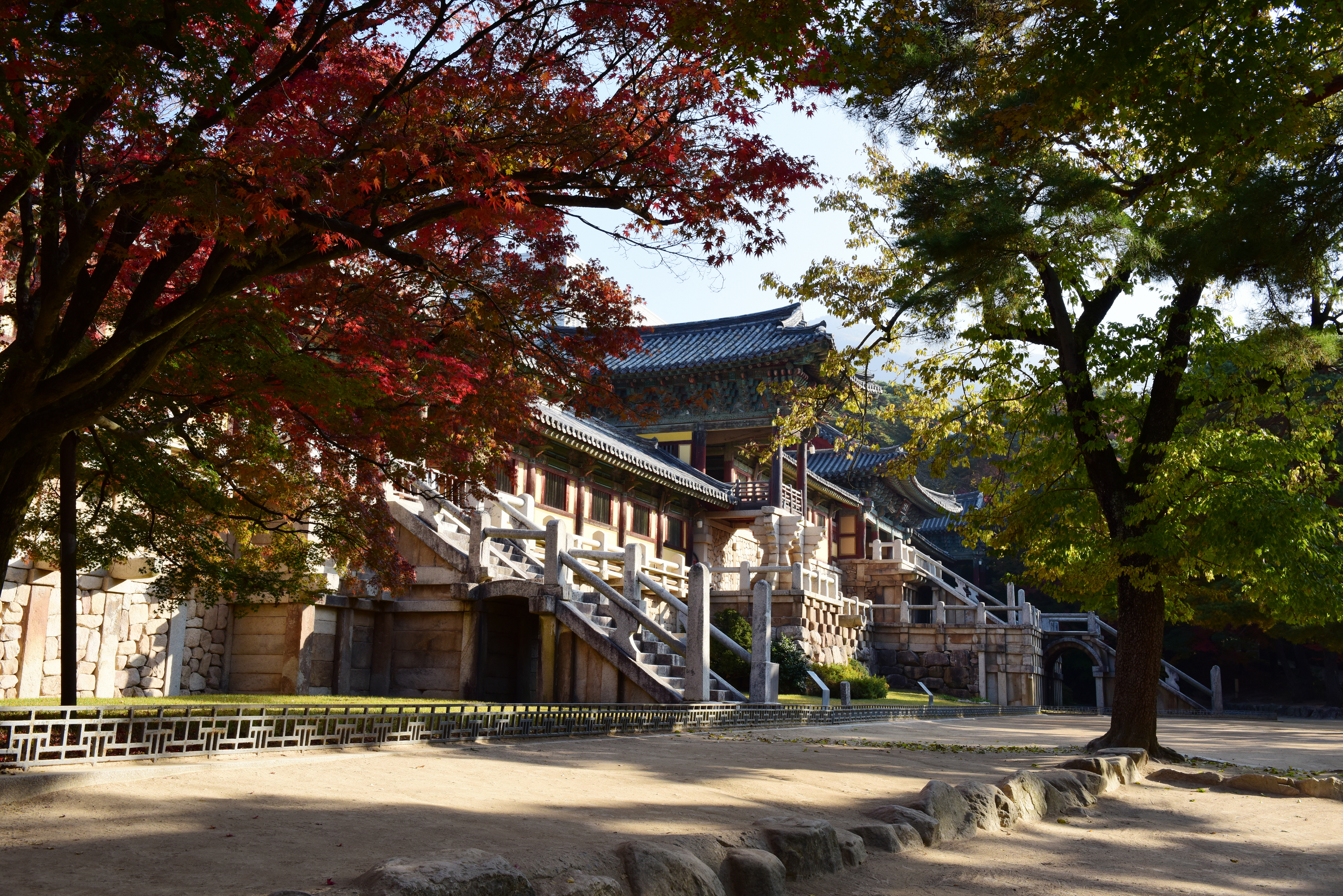
청운교와 백운교

남북국 시대 신라의 건축물로 대한민국의 국보 제23호이다.
계단인데, 다리라는 교(橋)가 붙은 이유는 다음과 같다. 원래 불국사는 토함산에서 내려오는 물로 주위를 호수로 만들어 놓아서, 배를 타고 들어가야했다. 그래서 배를 백운교에 매어놓고, 절로 올라갔었다.
현재는 물을 모으지 않고 바로 흘려보내므로 흔적만 남아있다. 불국사 왼쪽 주변을 둘러보면 땅을 깊게 파서 콘크리트로 마감한 크고 깊은 배수로를 볼 수 있다.

#### 청운교와 백운교
오른쪽 사진으로 봤을 때, 뒤쪽 다리가 청운교와 백운교이다. 위쪽 다리가 청운교이고, 아래쪽 다리가 백운교이다.
청운교와 백운교를 오르면 자하문을 통해 석가모니예래가 있는 대웅전이 나온다. 이곳은 현생세계를 의미한다. 즉, 사람들은 청운교와 백운교로 올라 현세의 석가모니불에게 간다.

#### 연화교와 칠보교
오른쪽 사진으로 봤을 때, 앞쪽 다리가 연화교와 칠보교이다. 위쪽 다리가 칠보교이고, 아래쪽 다리가 연화교이다.
연화교와 칠보교를 오르면 안양문을 통해 아미타여래가 있는 극락전이 나온다. 이곳은 내생세계(극락정토)를 의미한다. 즉, 영가(죽은 사람)들은 연화교 및 칠보교로 올라 내세(극락정토)의 아미타불에게 간다.
그래서 연화교와 칠보교는 사람들이 이용하지 않는 상징적인 다리라고 한다. 형식은 청운교와 백운교와 같으나, 크기가 작기 때문이다.

#### 범영루
4개의 다리 사이에 있는 누각으로 원래 범종이 걸려있던 곳이다. 현재는 범종각을 따로 만들어 종을 걸어놓았다.

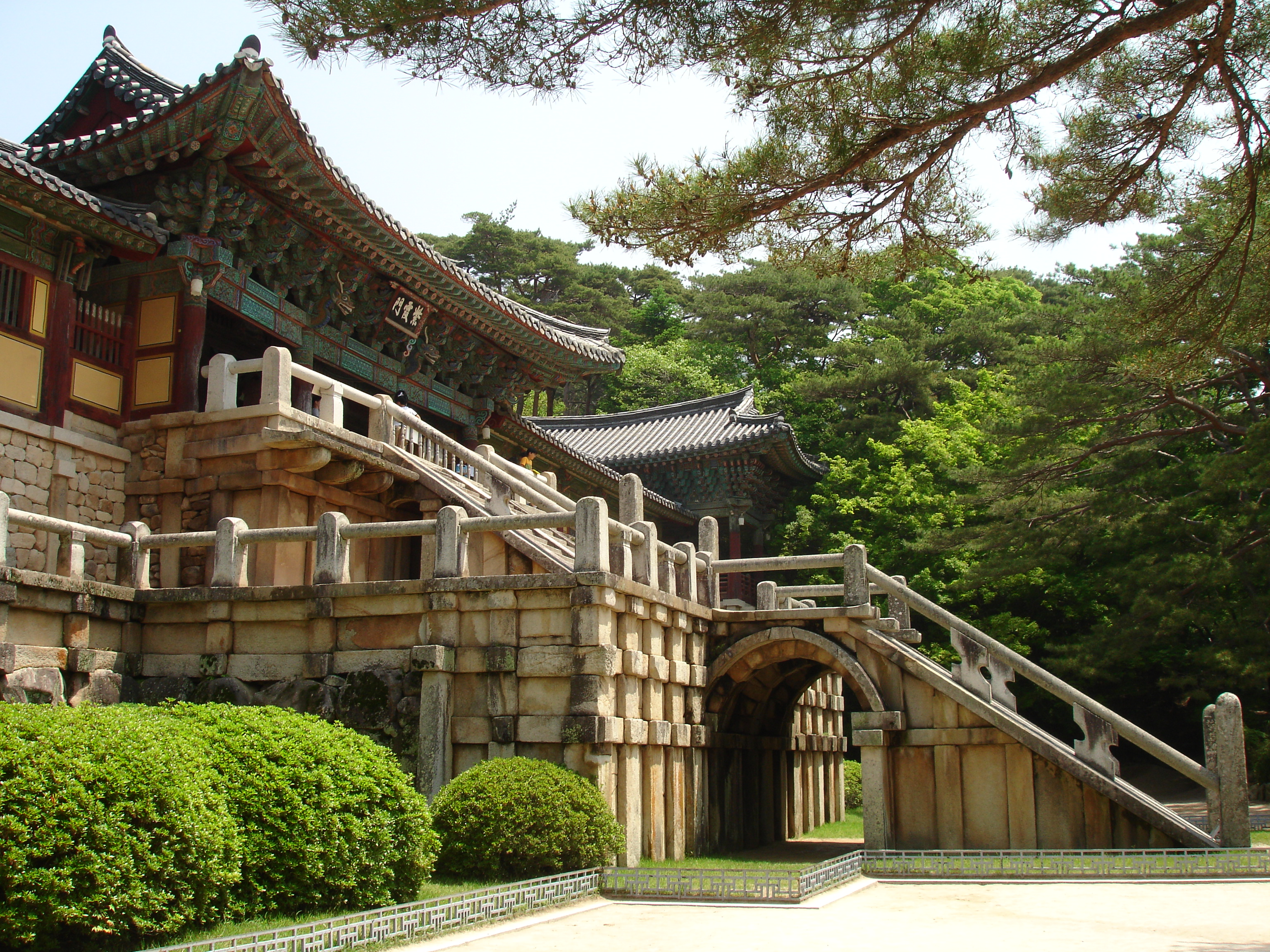
청운교와 백운교
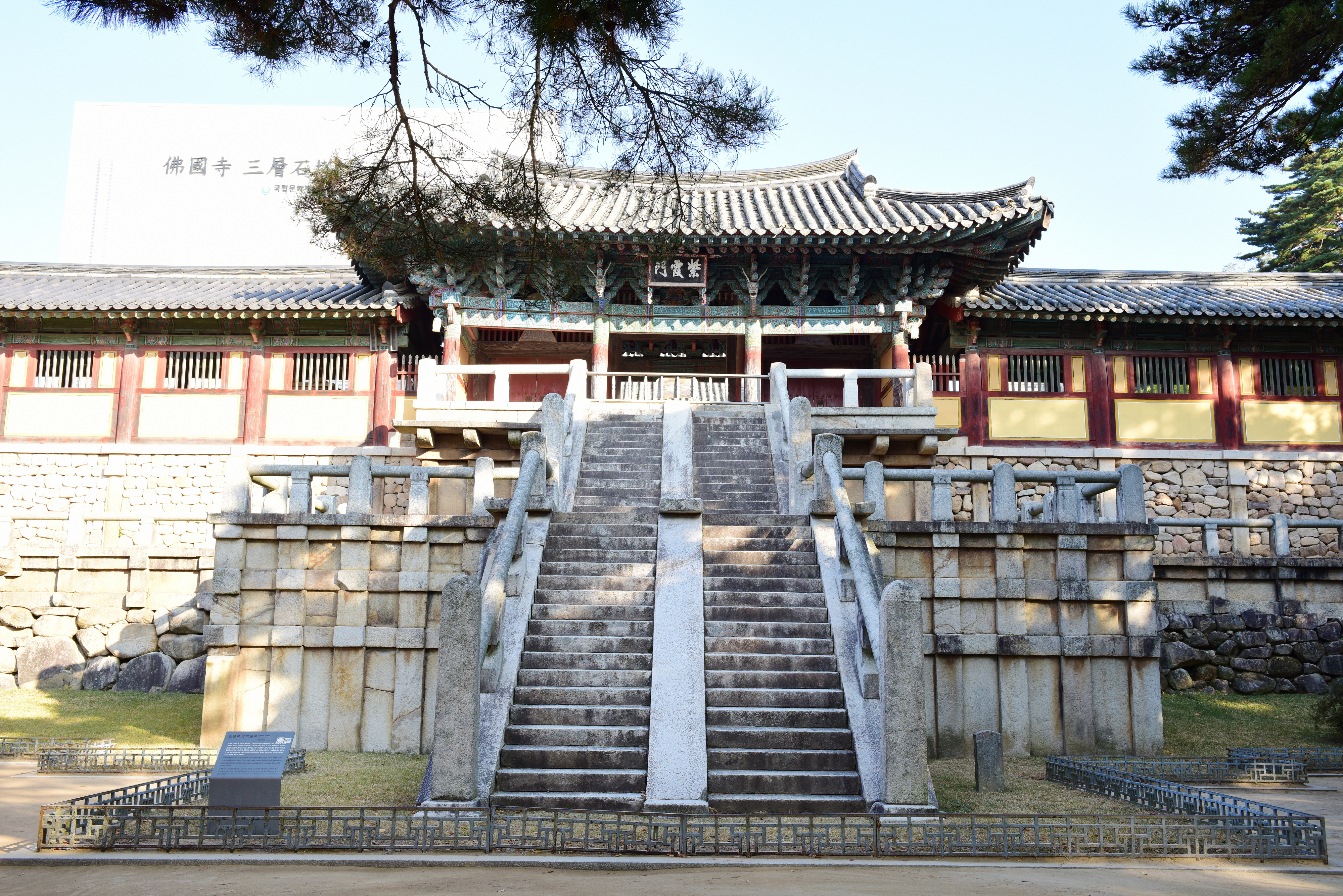
청운교와 백운교 그리고 자하문(정면 모습)
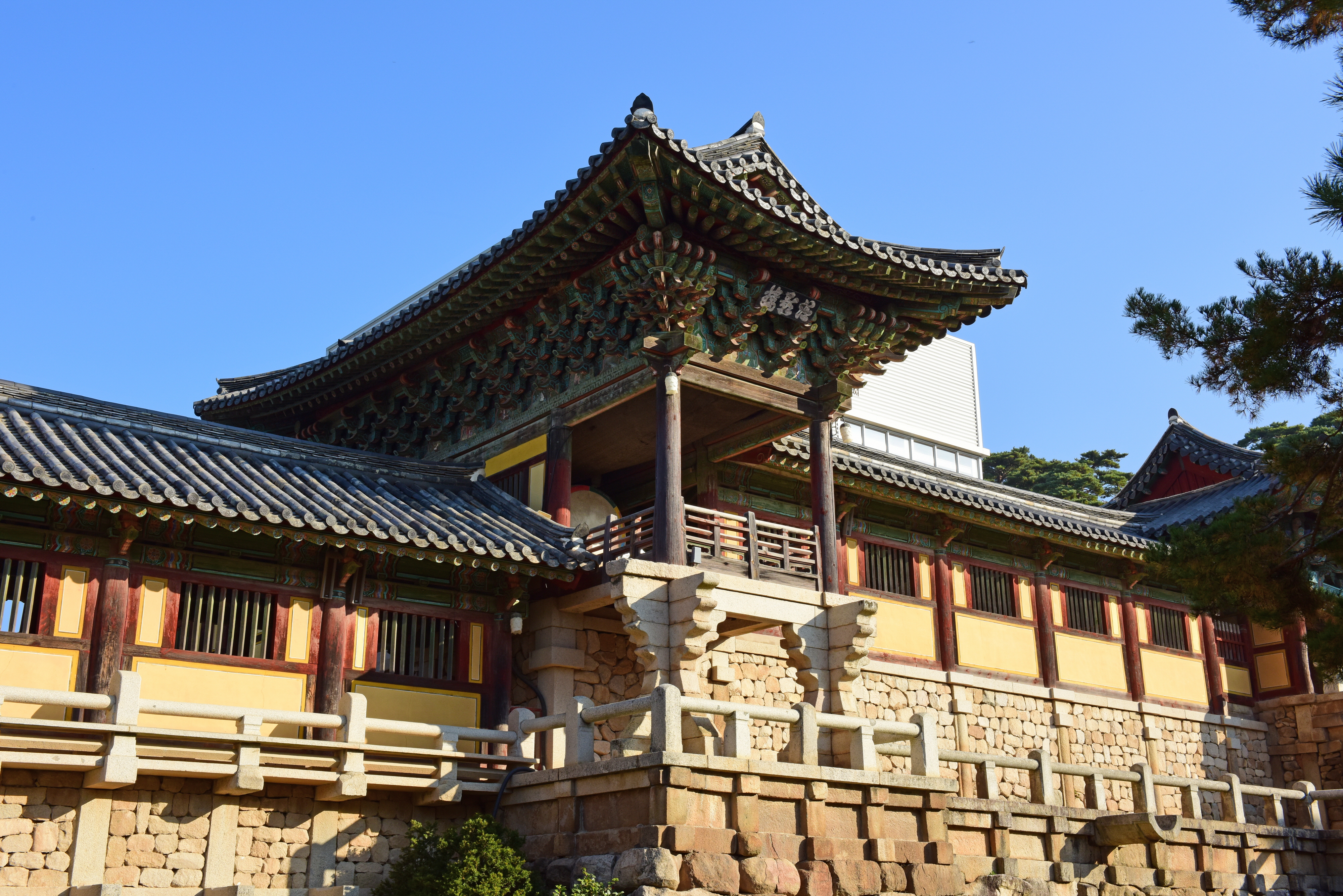
범영루
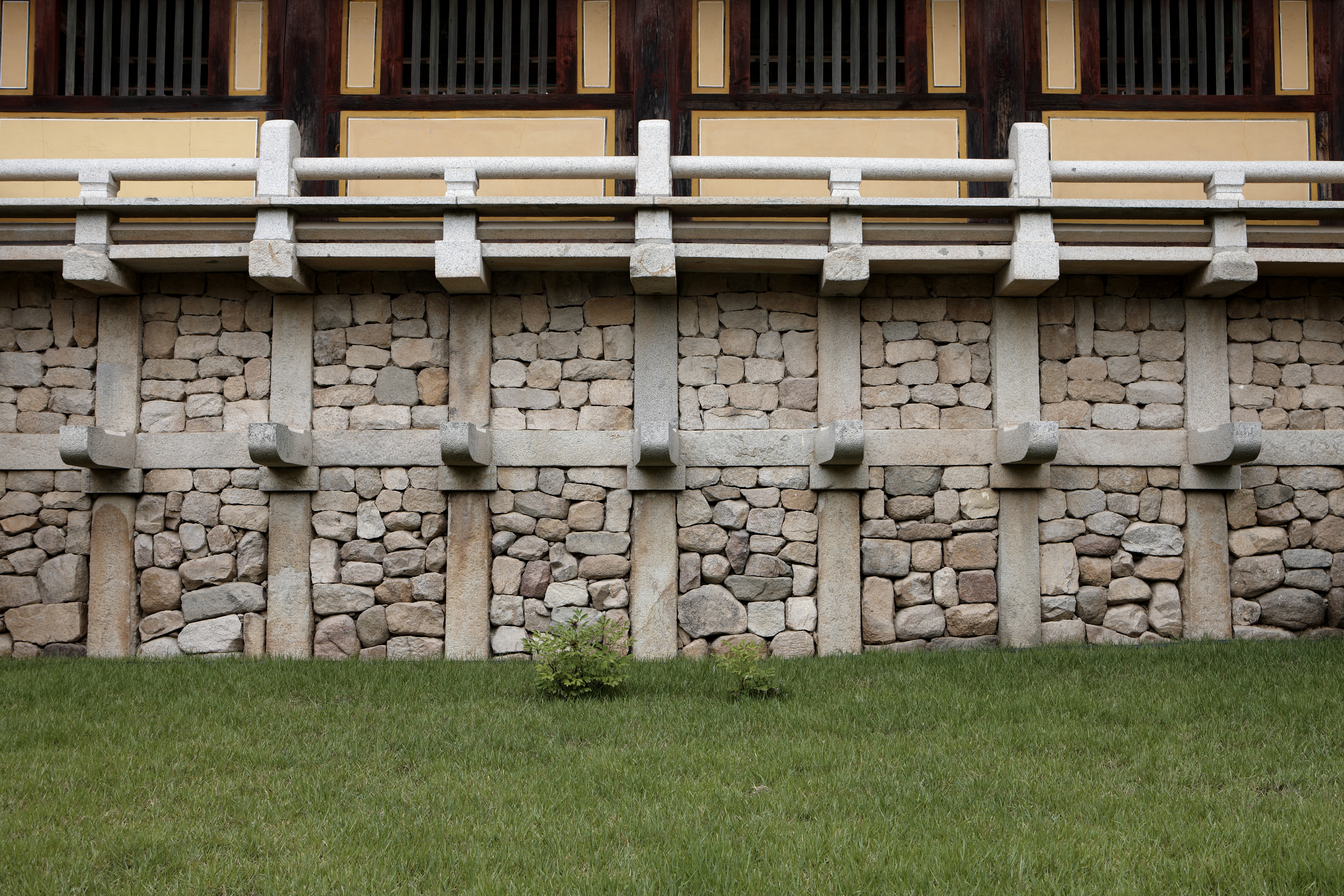
가구식 석축

### 비로전
진흥왕의 어머니인 지소부인이 중건할 때, 주조하여 봉안한 비로자나불이 있다.

#### 비로전 사리탑
대한제국 시기에 일본 건축가였던 세키노 다다시가 불국사를 연구하였다. 이 결과를 책으로 펴내서, 일본인 지인에게 선물을 하였다. 세키노 다다시는 불국사 비로전 사리탑을 "한국에서 가장 우수한 석등"이라고 널리 알리고 다녔고, 이것이 밀반출의 원인이 되었다.
1905년 어떤 일본인은 사리탑을 일본으로 불법 반출하여, 동경의 우에노(上野)공원에 세워놓았다.세키노 다다시가 사리탑을 찾으러 우에노(上野)공원으로 갔으나, 탑은 이미 그 자리에 없었다.
이후 다다시는 20여년 동안 사리탑의 행방을 계속 추적하였다. 그리하여 일본의 한 제약회사 사장의 집 정원에 있다는 것을 알아내었고, 1933년 불국사로 반환시켜 비로전 앞에 다시 세워놓았다.
1970~1972년에 정부 보조비를 포함한 총공사비 3억여 원을 들여 복원시켰다.

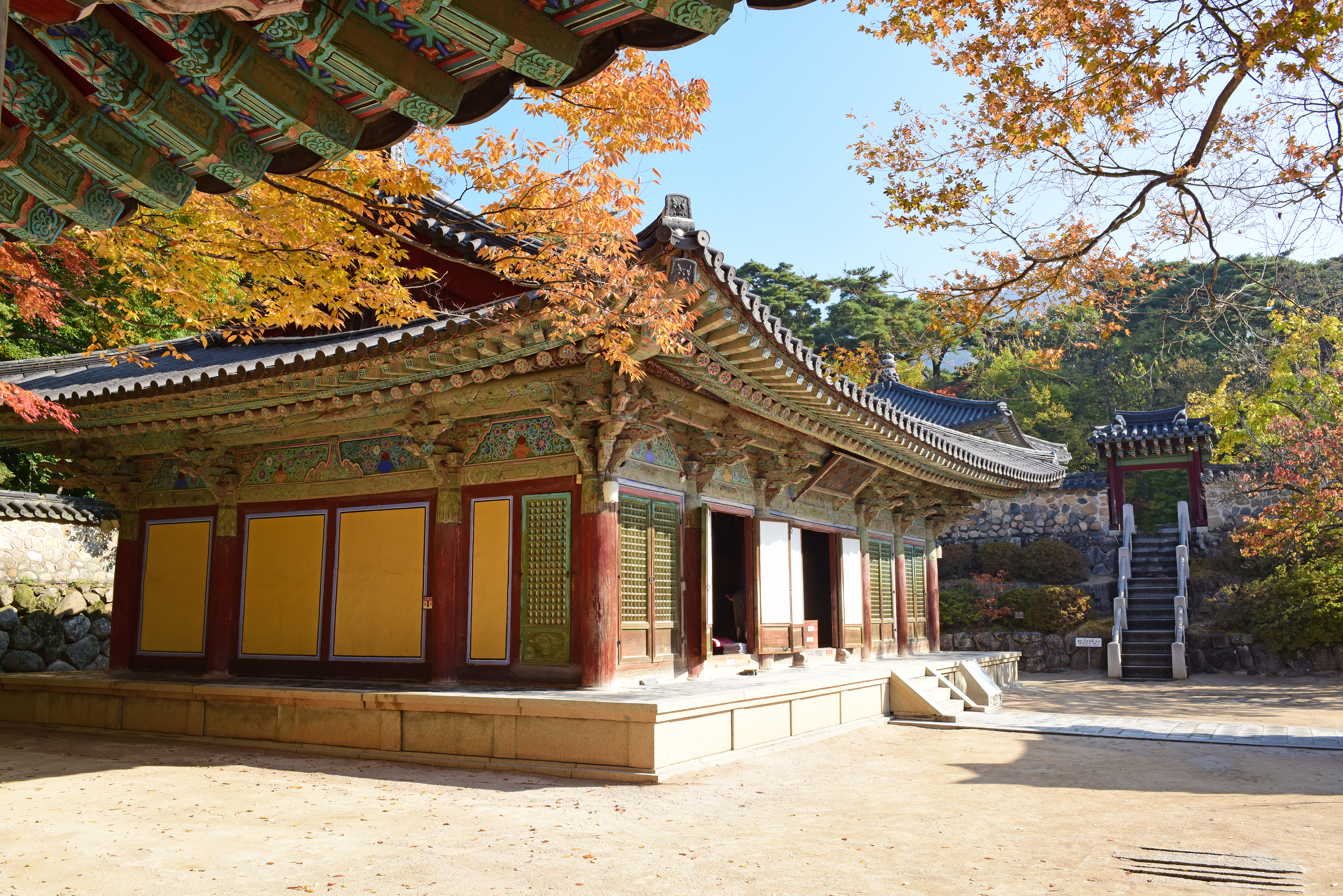
비로전 좌측면 모습
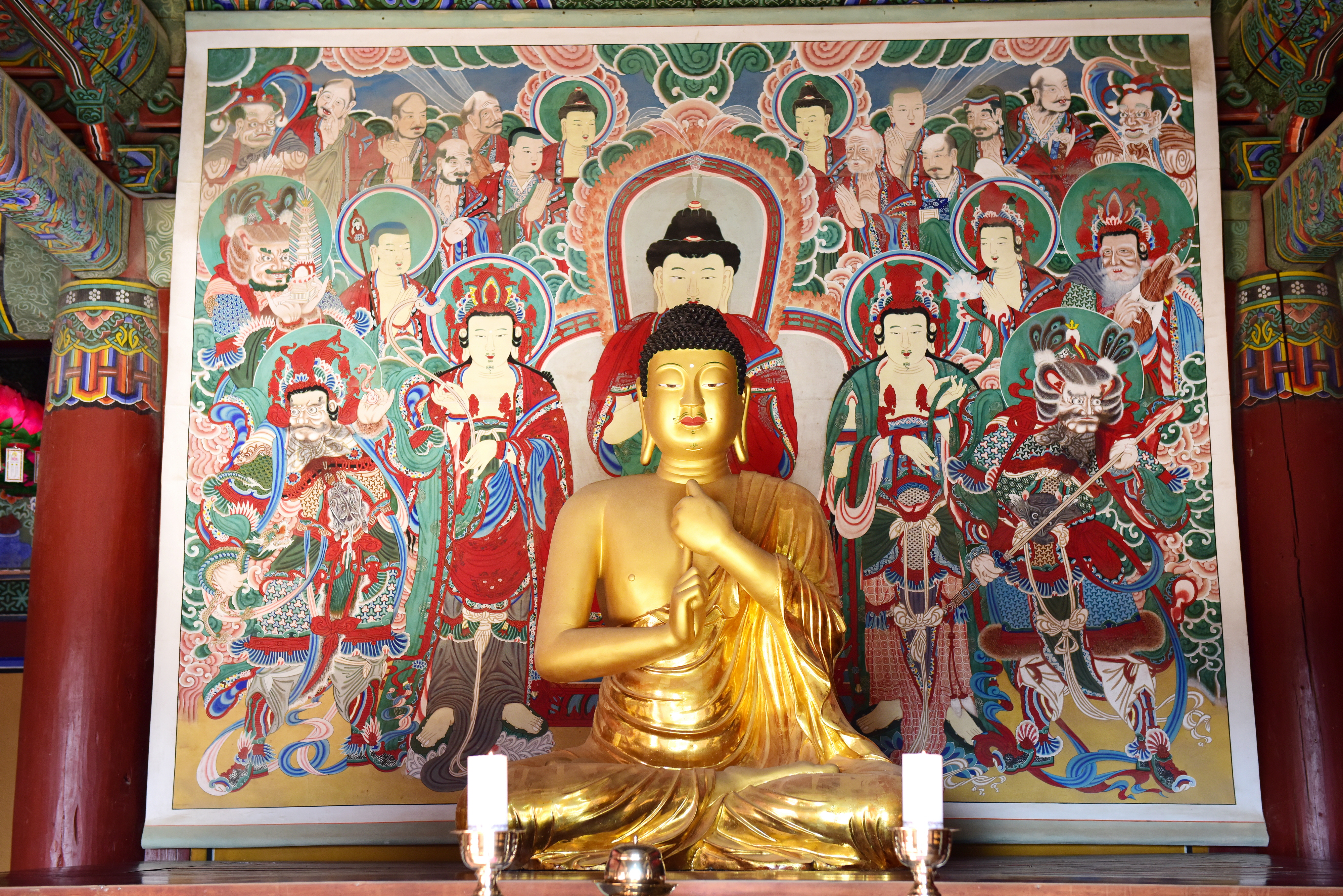
비로전 비로자나불
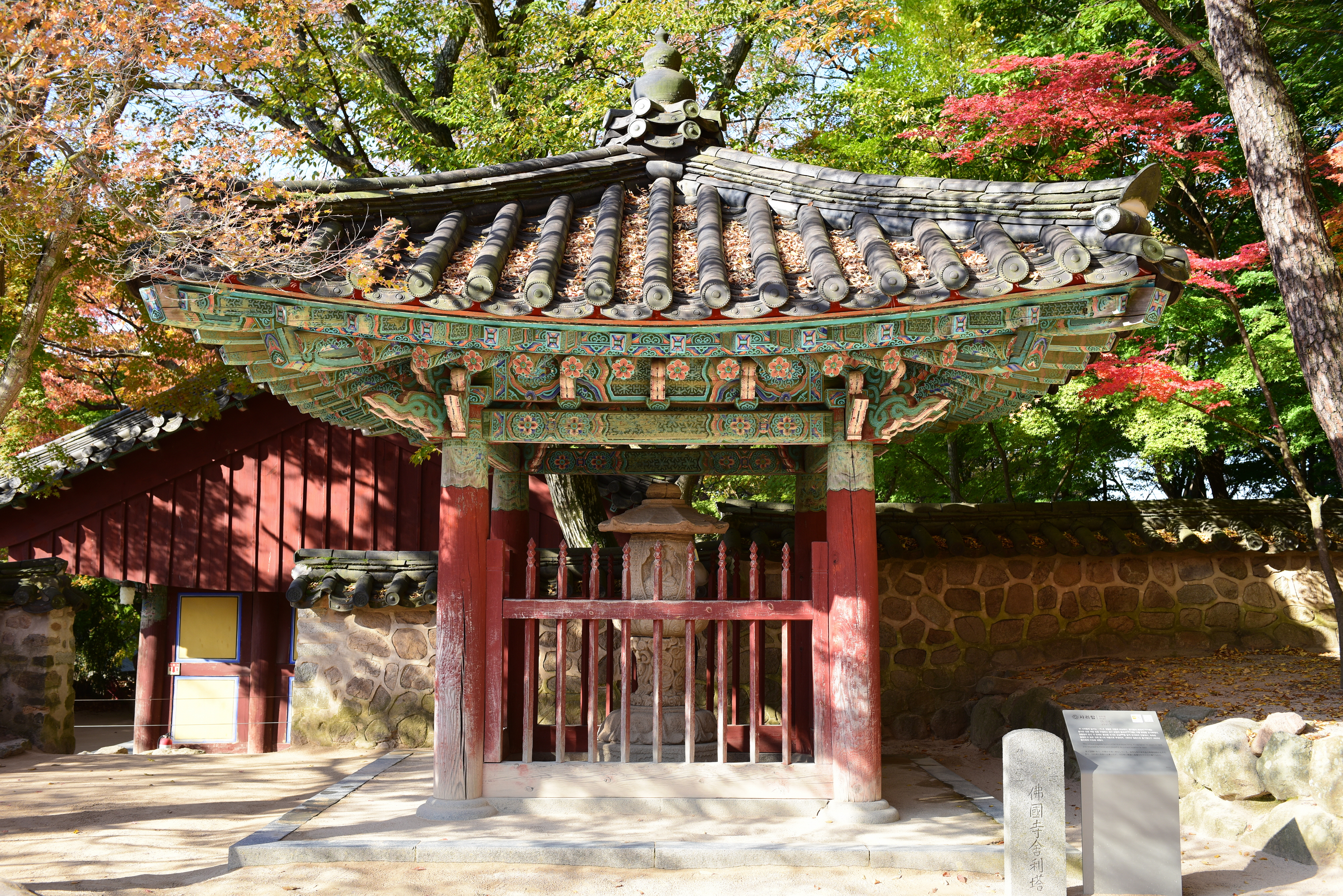
비로전 사리탑 보호각
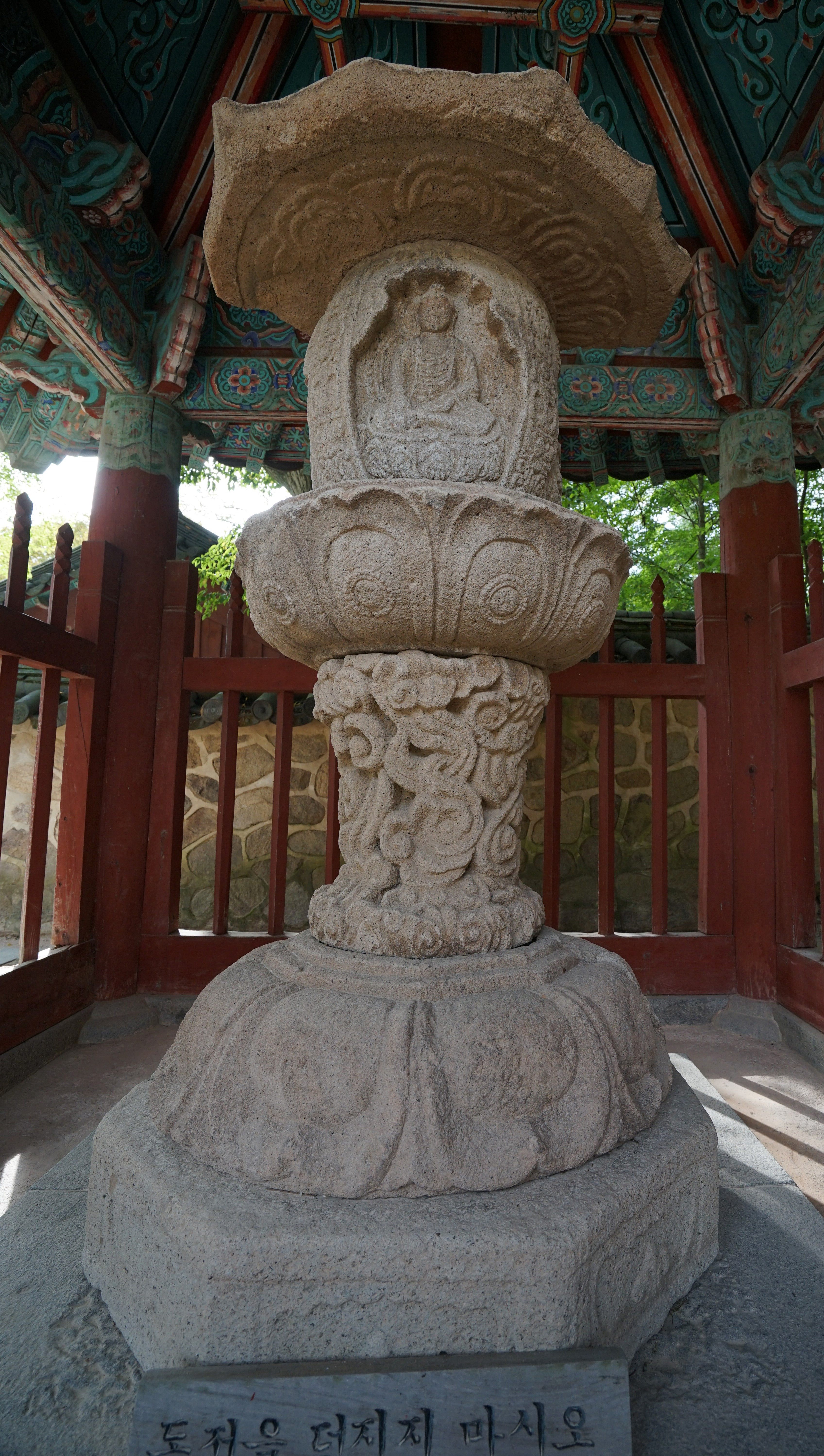
비로전 사리탑

### 극락전
진흥왕의 어머니인 지소부인이 중건할 때, 주조하여 봉안한 아미타불이 있다.

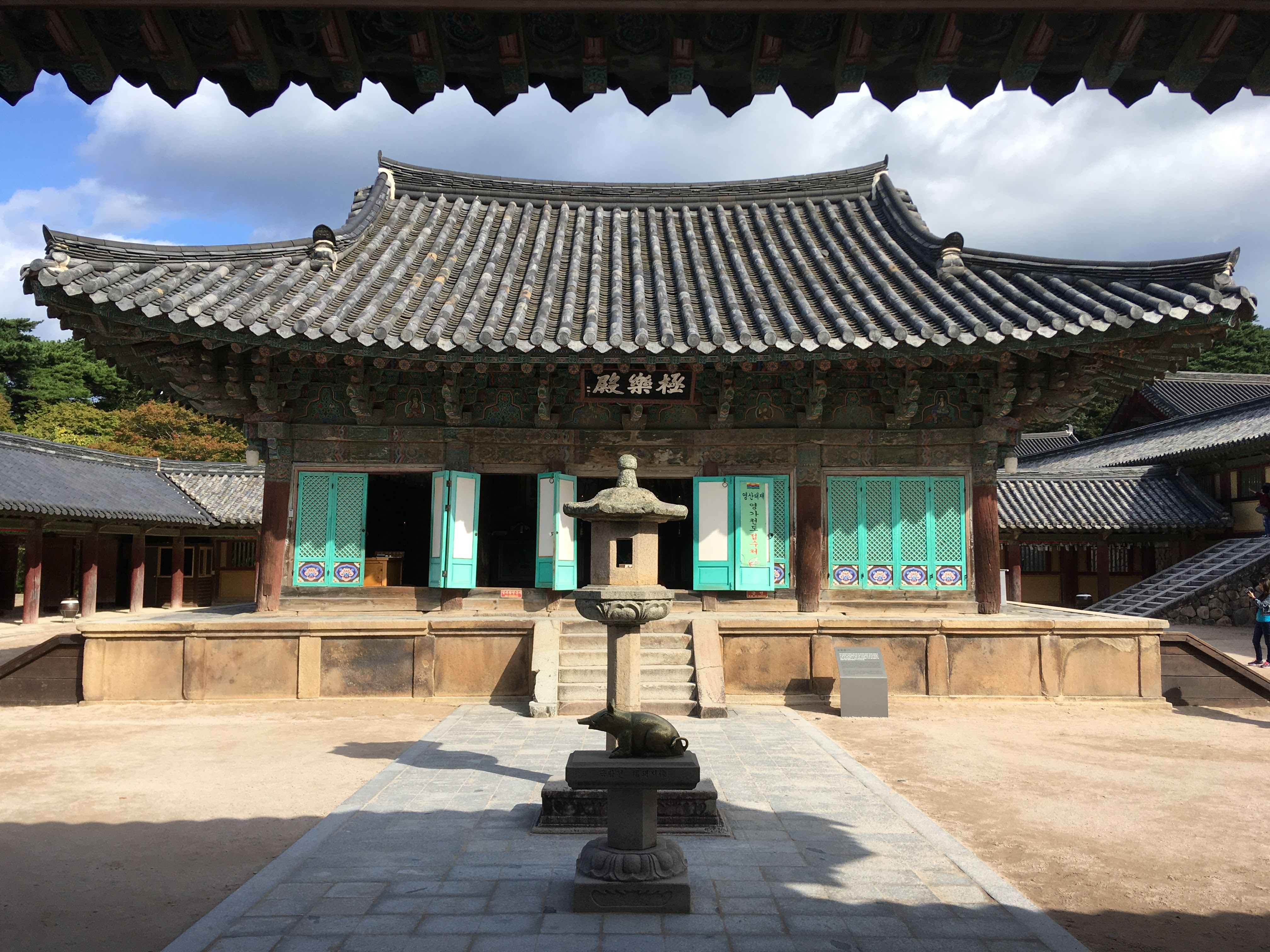
극락전
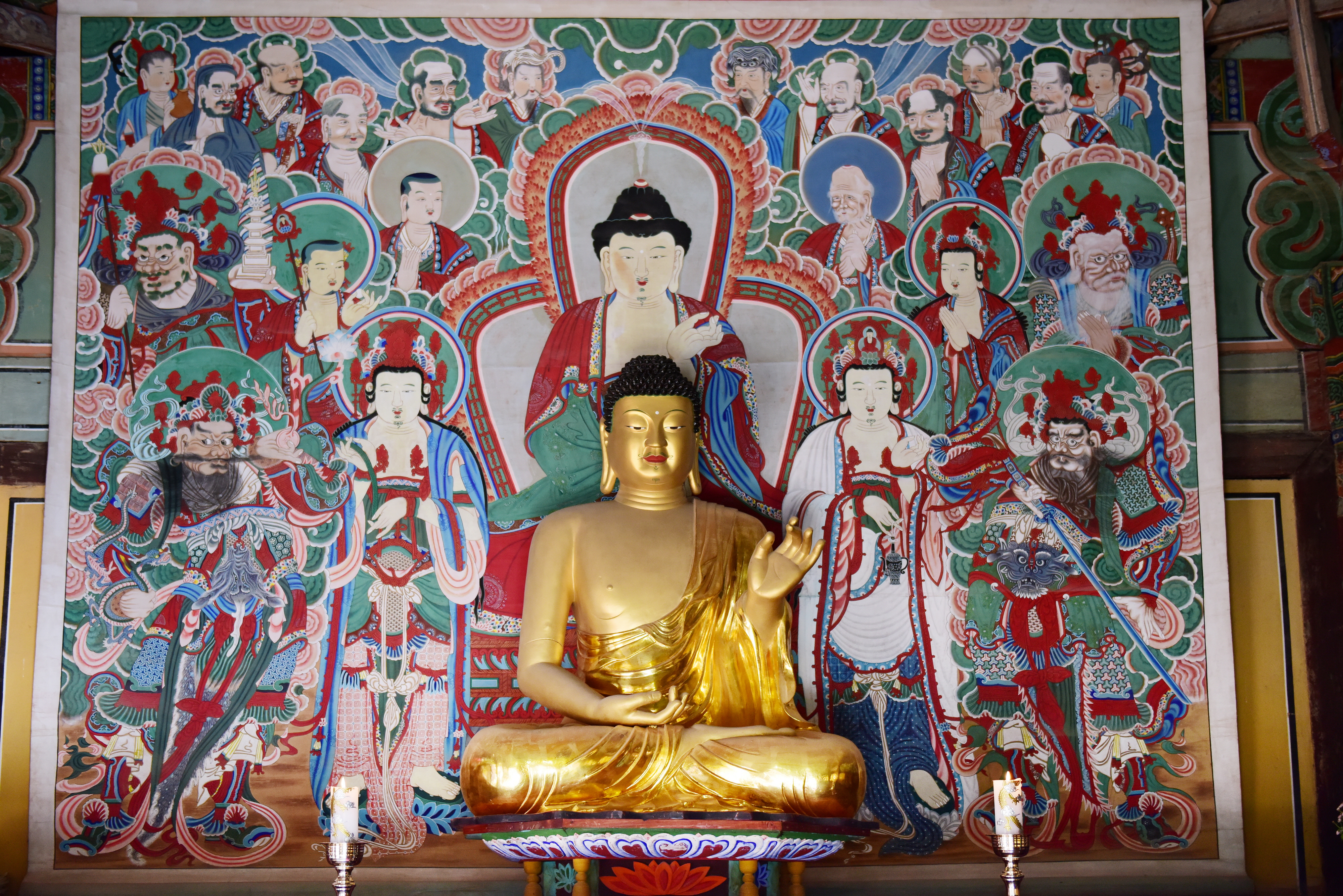
극락전 아미타불

#### 극락전 돼지
2007년에는 한 관광객이 극락전 처마 밑의 현판 편에 가려져 있던, 나무로 만들어진 50센티미터가량 되는 황금 돼지 목조 조형물을 발견하였다. 이제는 극락전 복돼지를 아예 황금 복돼지상으로 만들어서 극락전에 앞에 설치해두었다.

### 관음전
751년(통일신라 경덕왕 10년)에 당시 재상이었던 김대성에 의해 대규모로 중창할 때, 처음 지어졌다. 그 뒤로 보수와 중창을 거듭하였지만, 1970년대에는 기단만 남아있었다. 1973년에 현재의 모습을 갖추었고, 관세음보살 입상도 조성하였다.

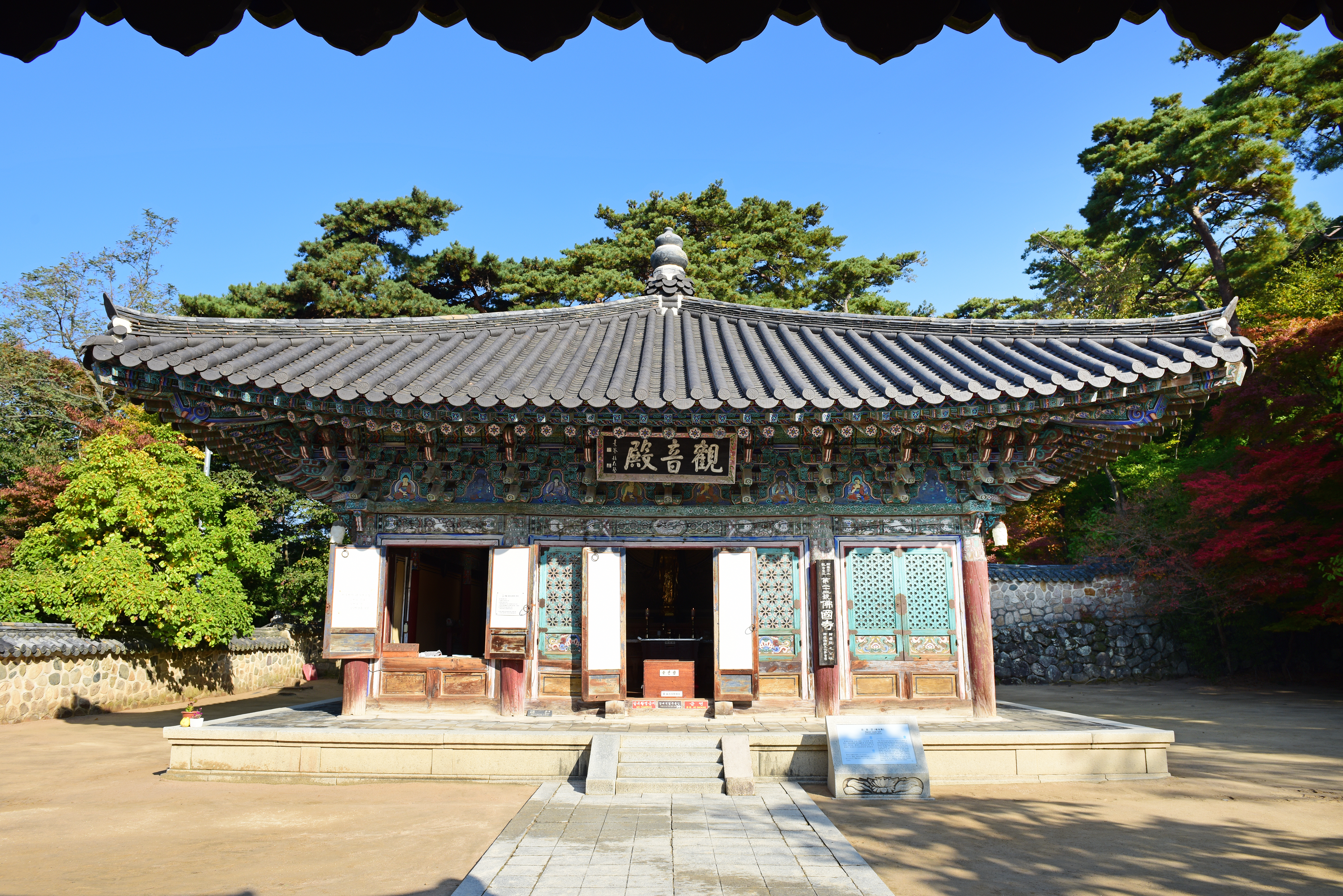
관음전 정면
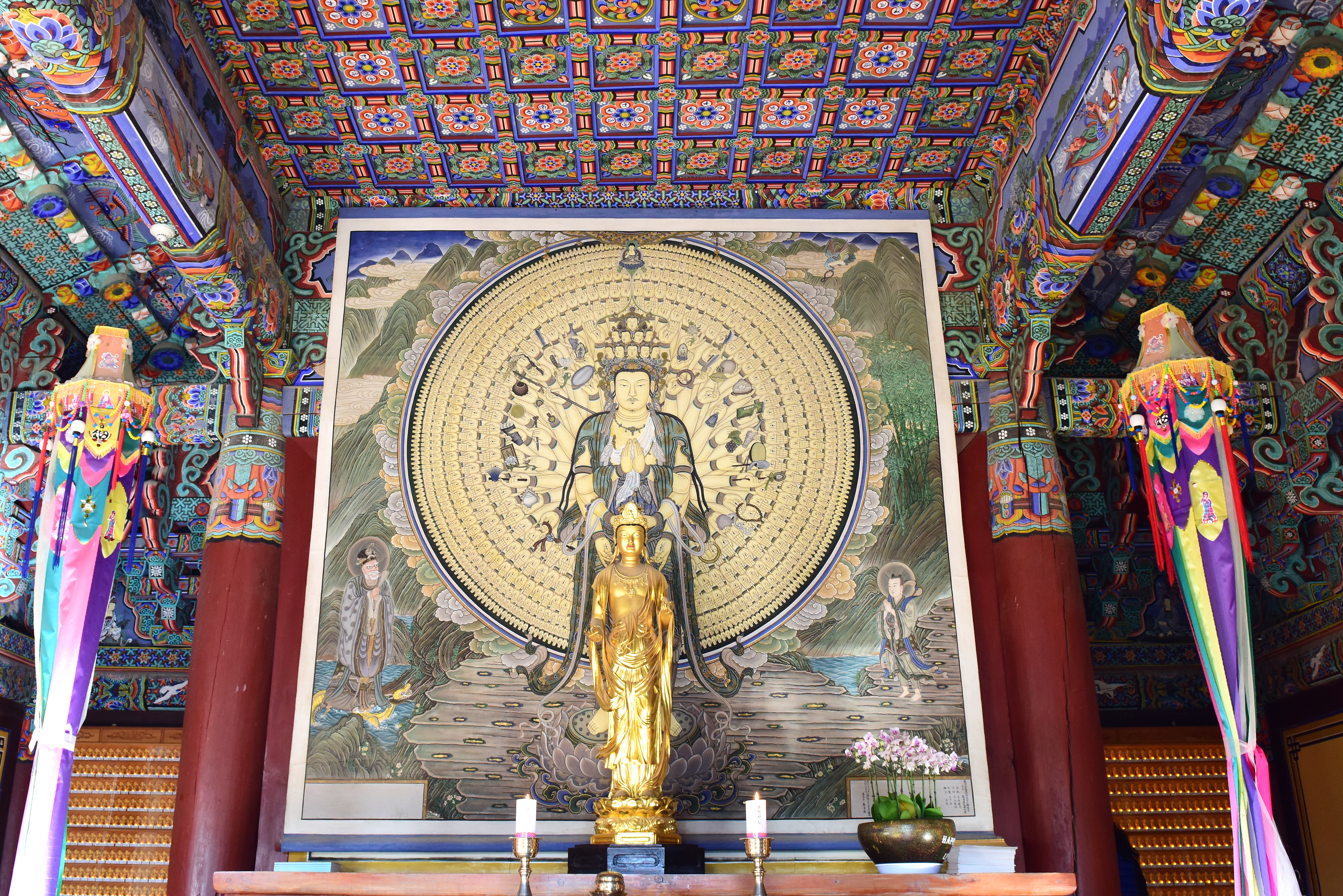
관음전 관세음보살

### 나한전
석가모니 부처와 16명의 제자인 십육나한을 모신 전각이다. 제1나한은 빈두로존자 또는 나반존자라고 부른다.

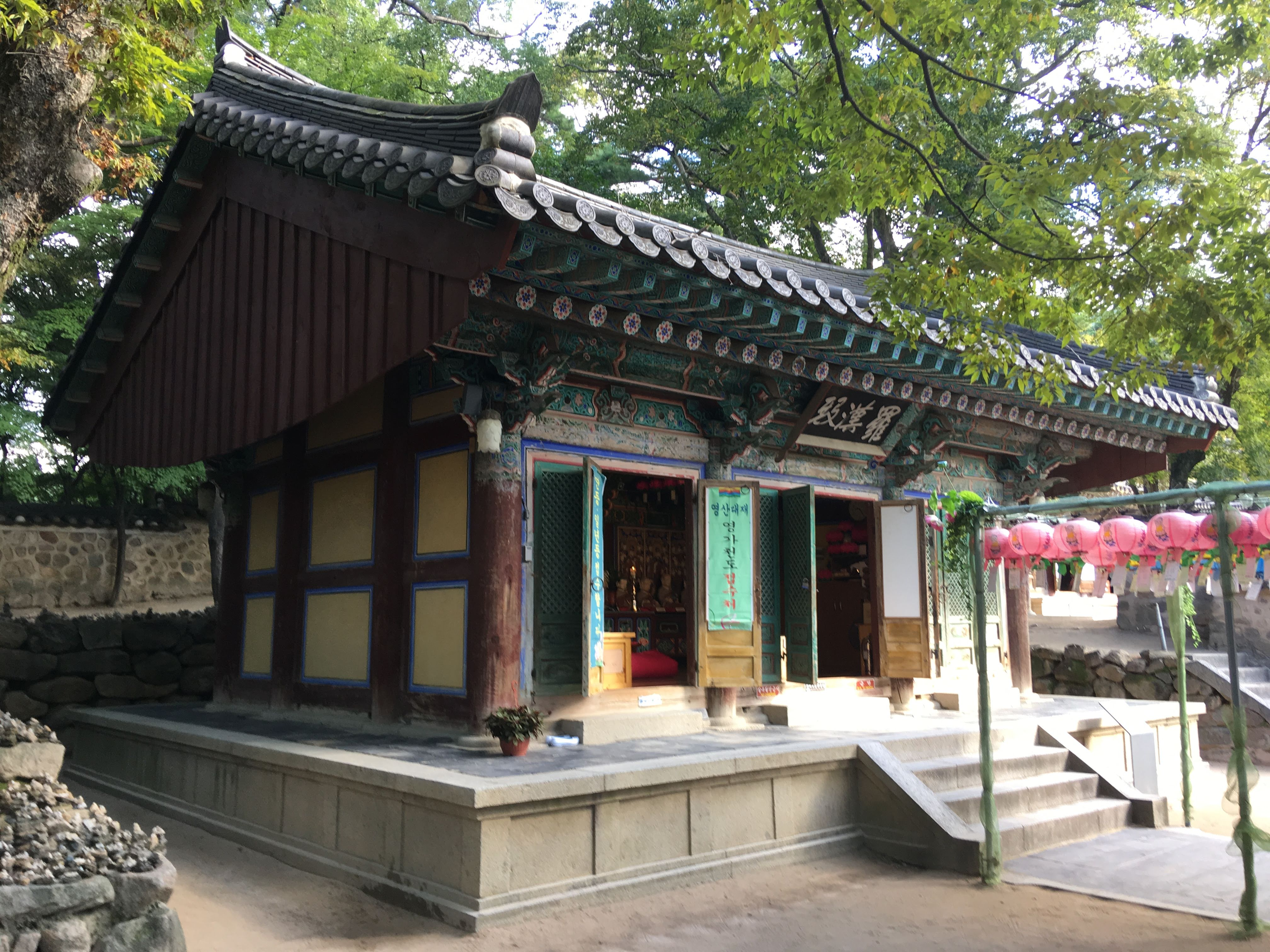
나한전
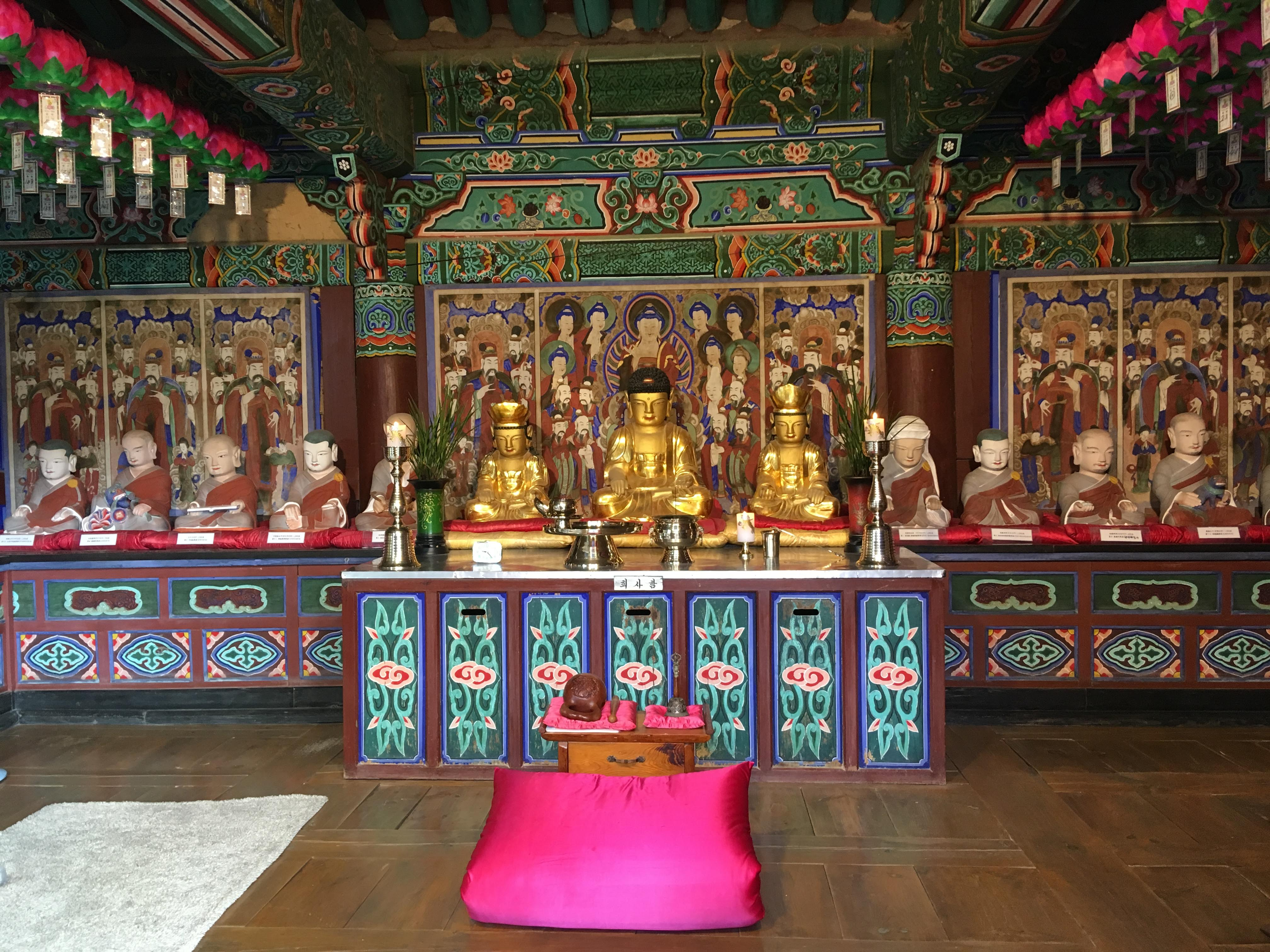
나한전 내부

### 무설전
무설전은 경전을 강의하는 장소이다. 무설은 말이 없다는 뜻인데, 부처의 가르침의 본질과 진리의 깊이는 말로 가르칠 수 없기 때문이다.
670년(통일신라 문무왕 10년)에 의상대사가 처음 이곳에서 강의하였다. 조선후기 양식에 속한다고 보고 있다. 1973년까지 여러 번 중수와 수리를 거듭했다.

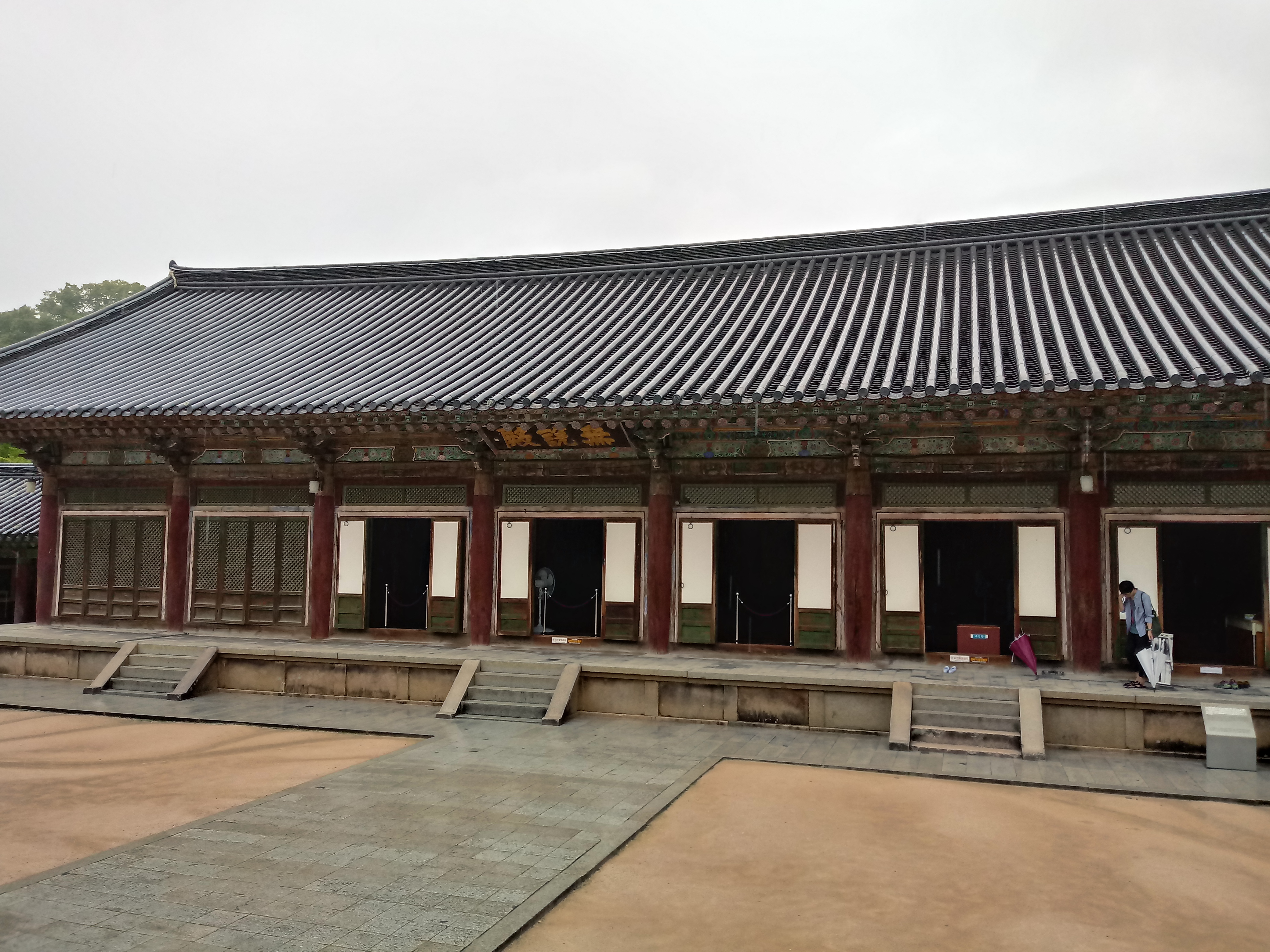
무설전
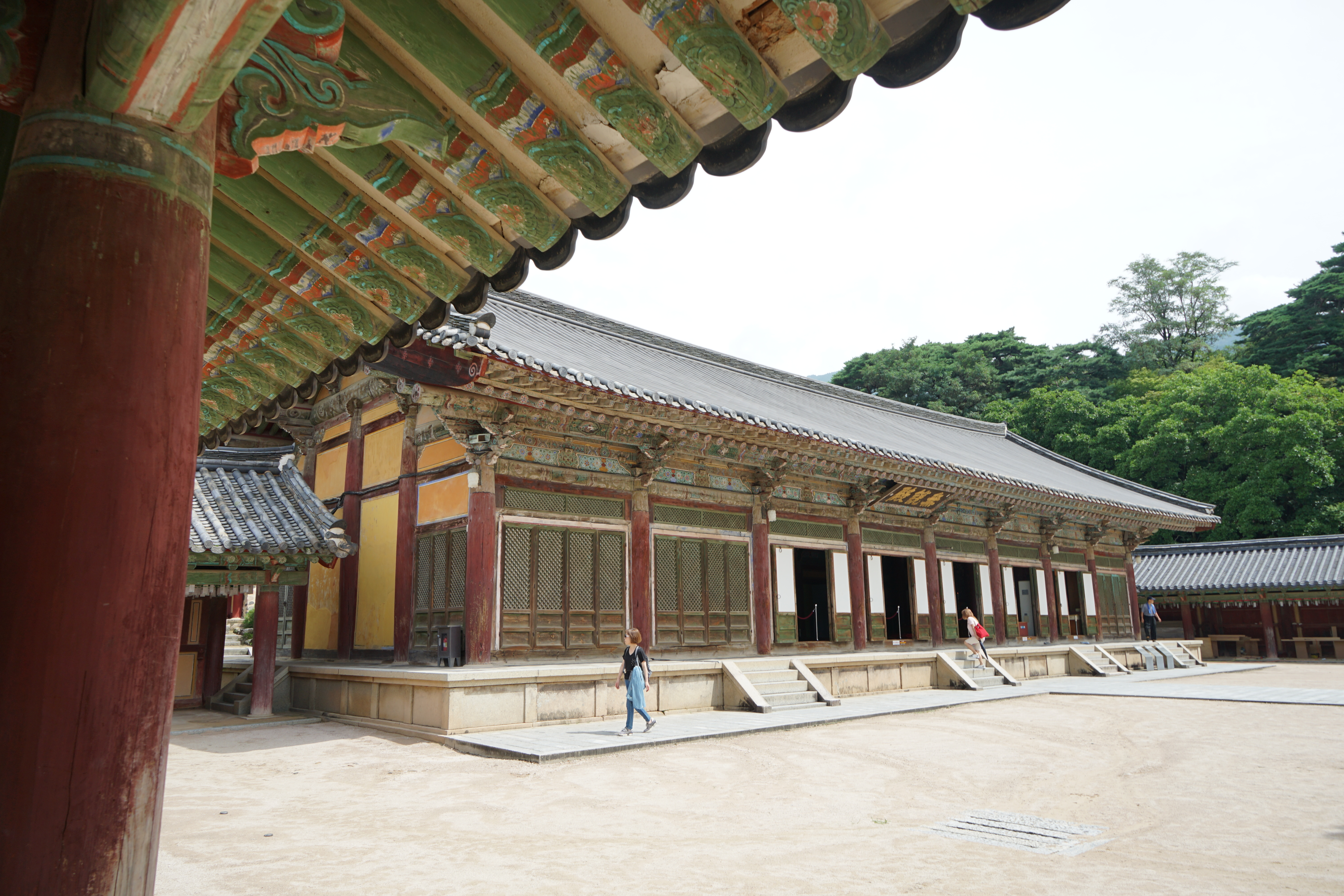
무설전

### 천왕문과 반야연지

#### 천왕문
불법을 수호하는 호법신장인 사천왕이 지키고 있는 문이다.

#### 반야연지
불국사 천왕문 앞에 있는 연못이다.

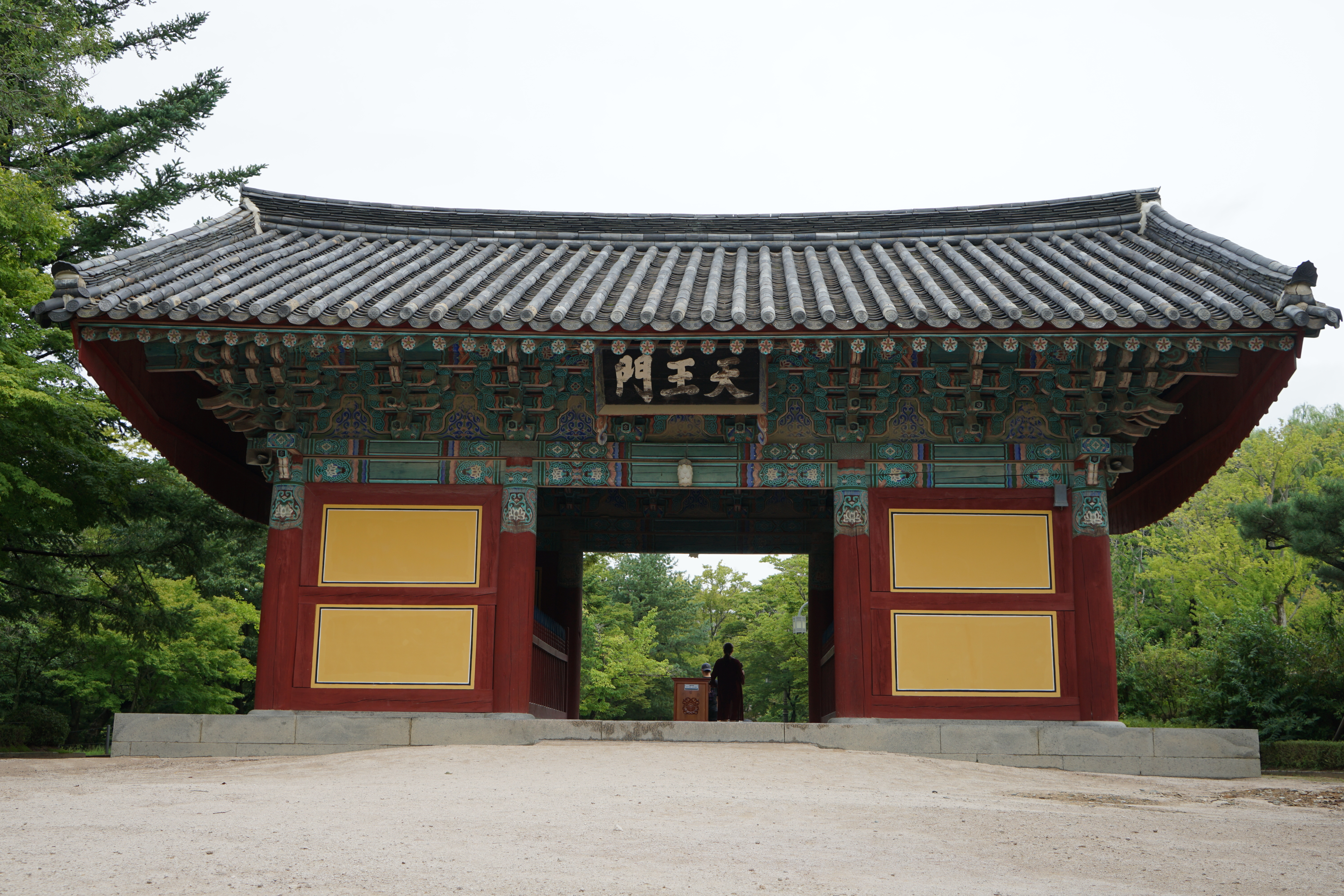
천왕문
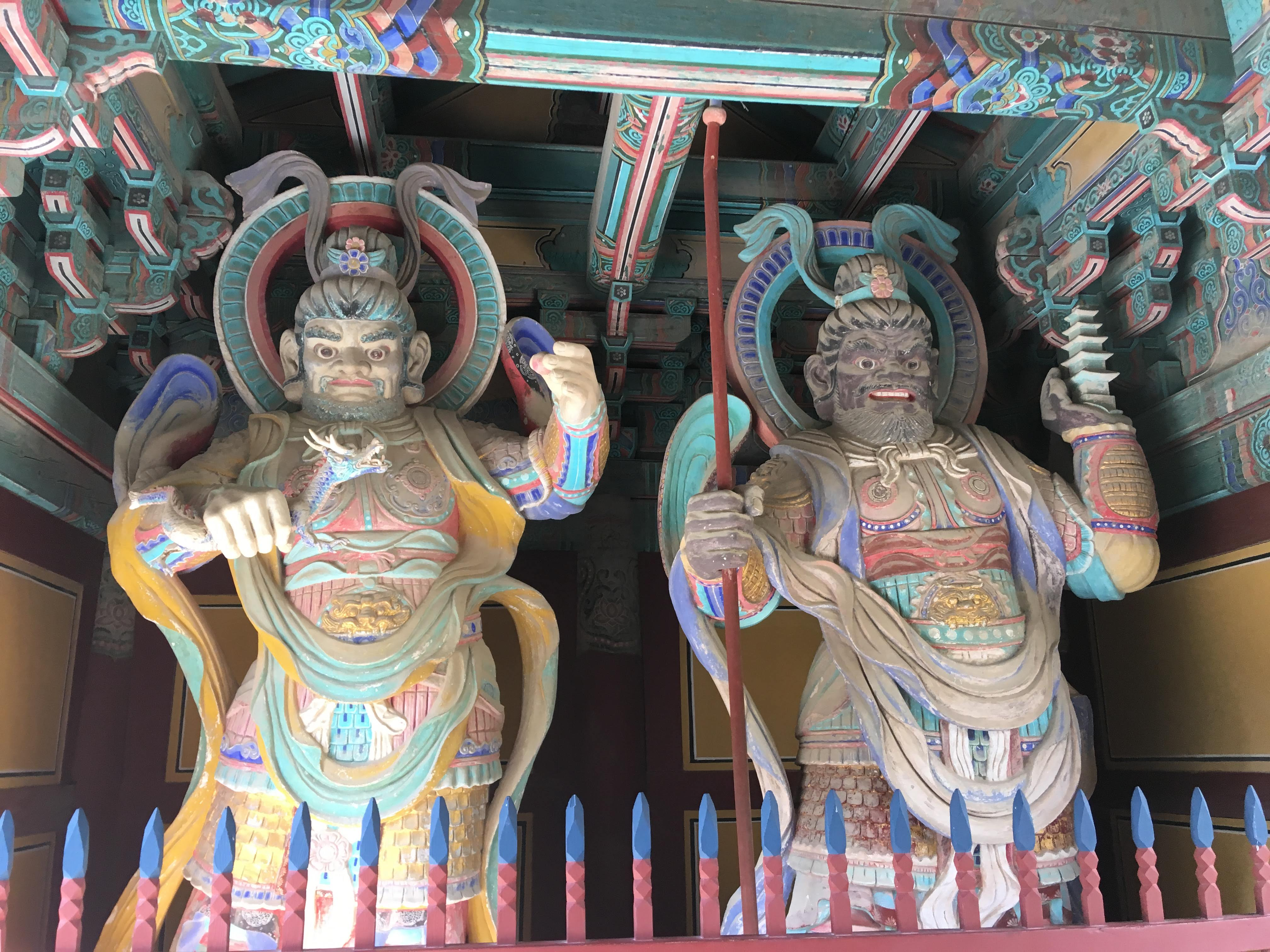
서방 광목천왕과 북방 다문천왕
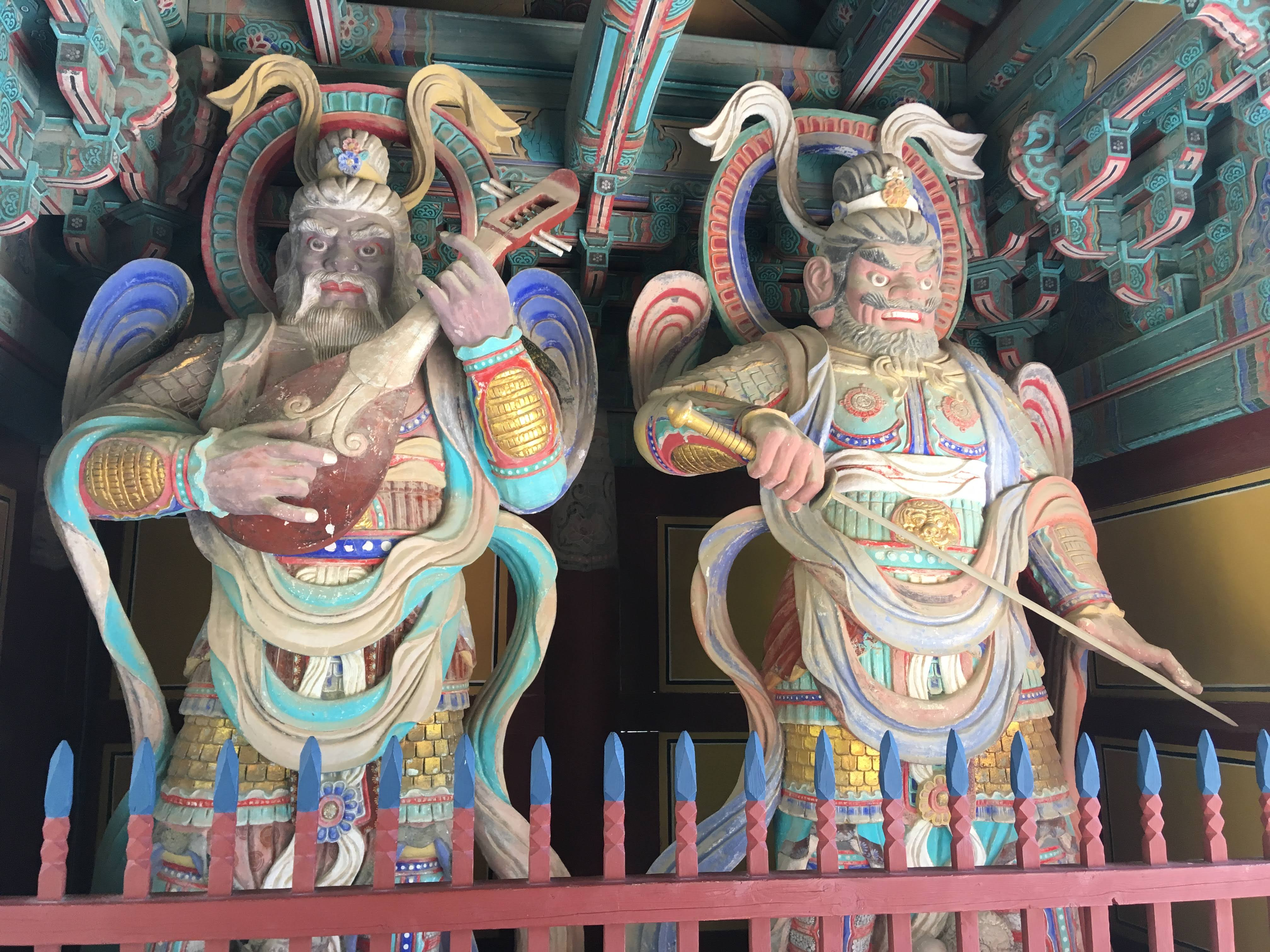
동방 지국천왕과 남방 증장천왕

### 범종각과 당간지주

#### 범종각
원래 불국사의 범종은 범영루에 걸려있었다. 범영루의 옛날이름이 수미(須彌) 범종각(梵鐘閣)이었다. 현재는 범종각을 새로 만들어 범종을 걸어놓았다.

#### 당간지주
사찰에서 법회와 같은 행사를 할 때, "당"이라는 깃발은 내건다. 이때, "당"의 깃대(기둥) 역할을 하는 것이 당간이다. 당간은 보통 쇠기둥으로 길고 높게 만든다. 이 당간을 고정하고 잡아주는 역할을 하는 것이 당간지주이다.
마찬가지로 괘불(대형 불화)을 거는 괘불대를 땅에서 잡아주는 것을 괘불지주라고 한다.

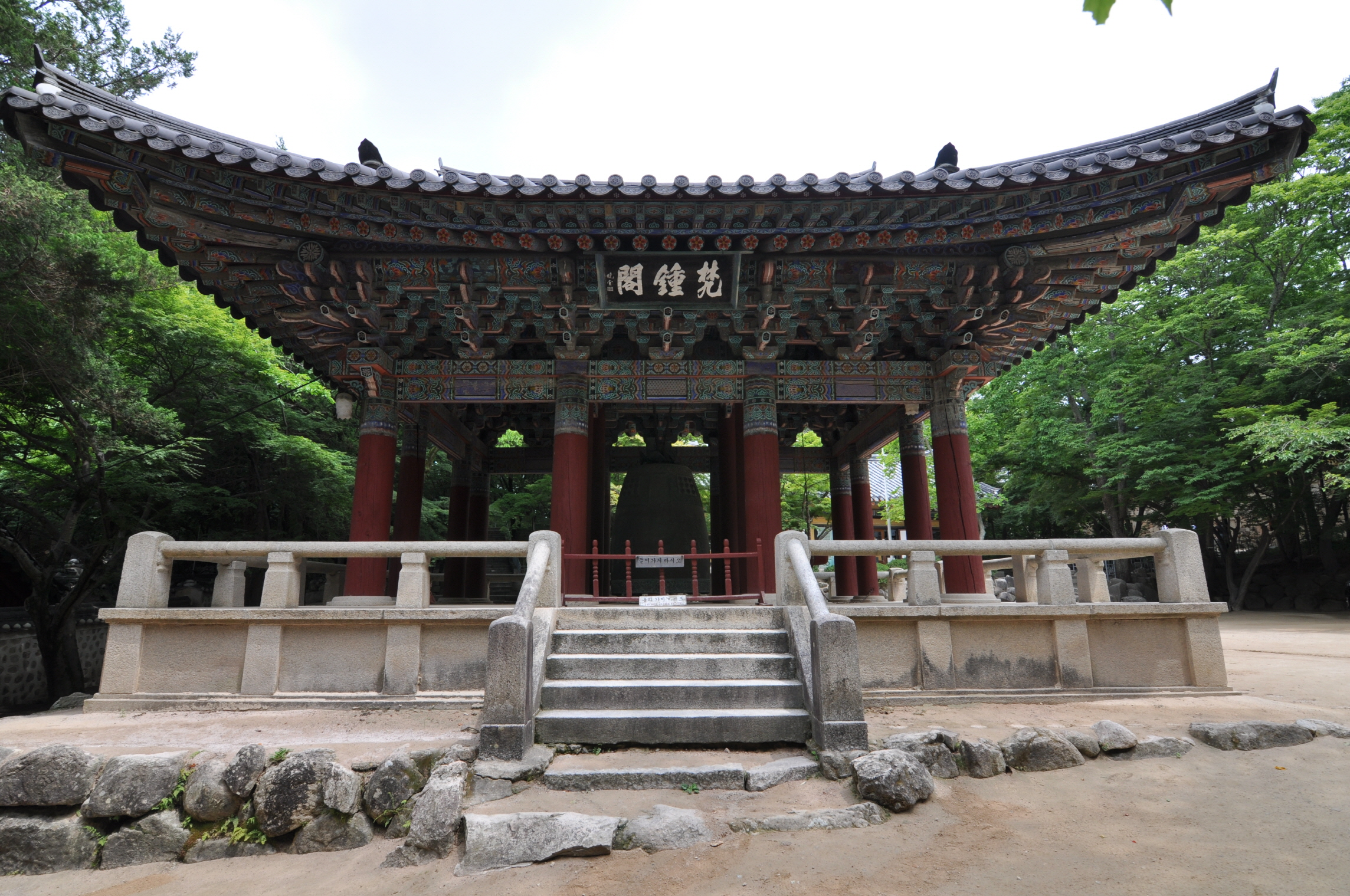
범종각
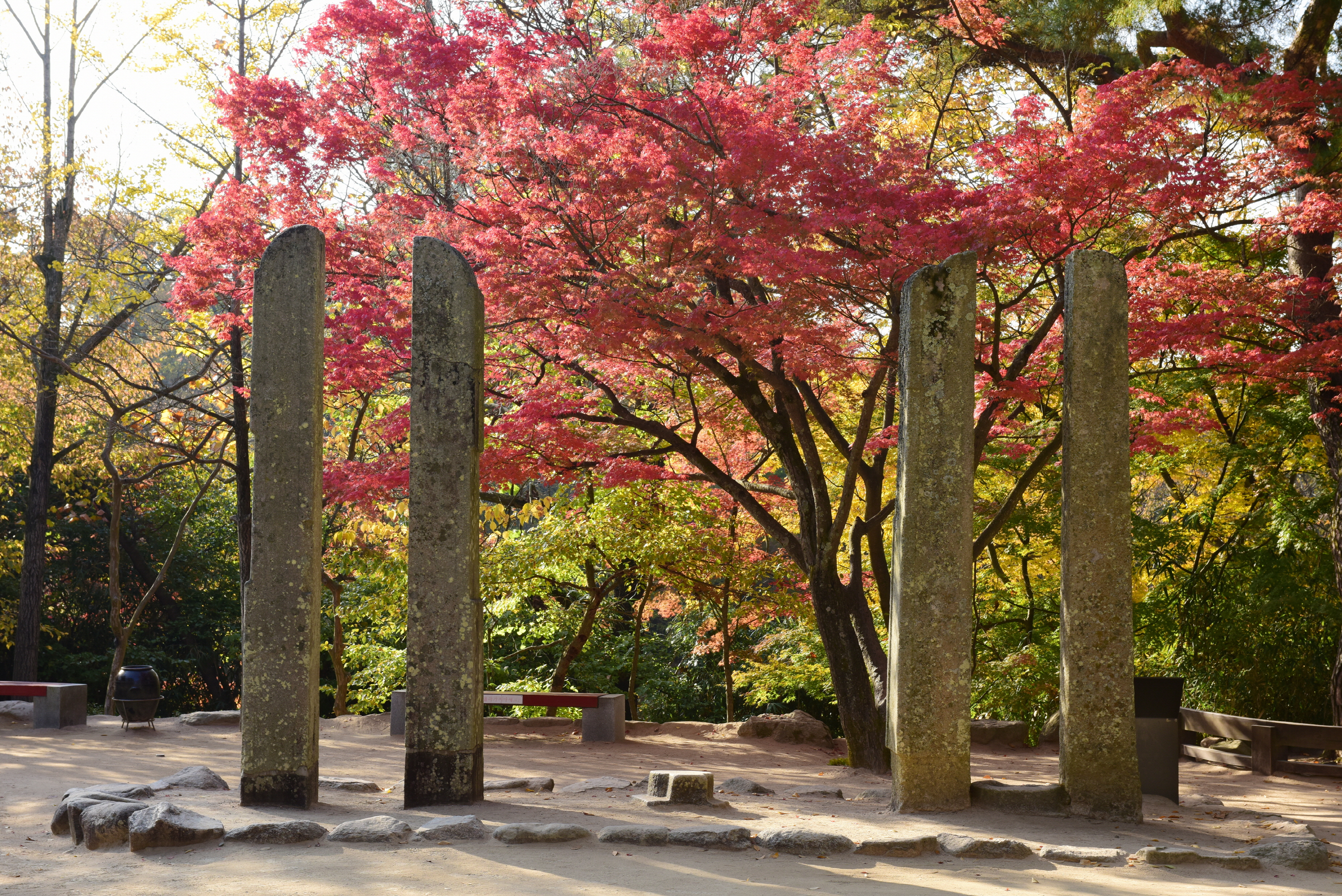
당간지주

## 과거 사진

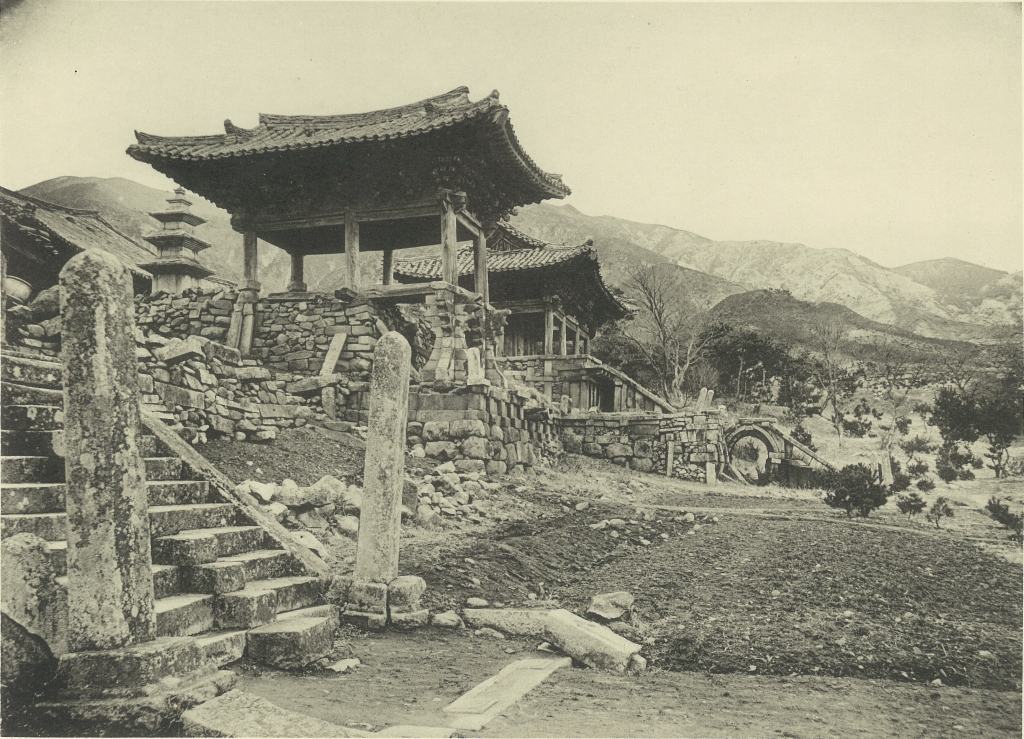
1914년의 모습
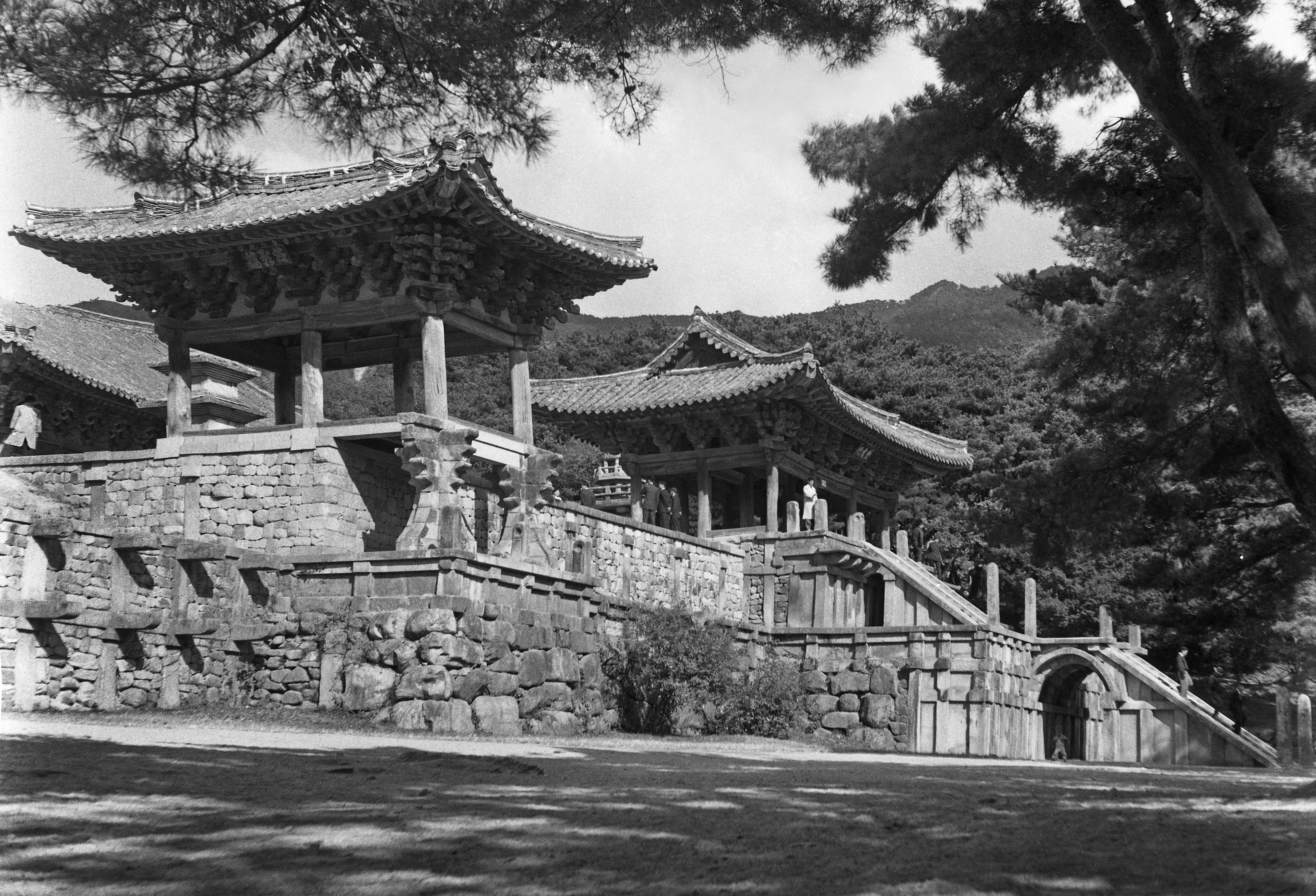
1954년 모습

## 교통편
- 경부고속도로 경주 나들목
- 동해고속도로 남경주 나들목

## 같이 보기
- 경주역사유적지구
- 경주 불국사 다보탑
- 경주 불국사 삼층석탑(석가탑, 석가여래상주설법탑)
- 경주 불국사 연화교 및 칠보교
- 경주 불국사 가구식 석축
- 경주 황룡사지
- 경주 감은사지

## 소속 암자
- 석굴암 : 유네스코 세계문화유산으로 경주 석굴암 석굴이 있는 암자이다.